# 大糸線
大糸線（おおいとせん）は、長野県松本市の松本駅から新潟県糸魚川市の糸魚川駅に至る鉄道路線（地方交通線）である。松本駅 - 南小谷駅間は東日本旅客鉄道（JR東日本）が、南小谷駅 - 糸魚川駅間は西日本旅客鉄道（JR西日本）がそれぞれ管轄する。

## 概要
北アルプス（飛騨山脈）の東側を通る路線で、長野県大町市以南は高瀬川、その北は日本海へと注ぐ姫川に沿っている。沿線には立山黒部アルペンルートの東の玄関口である大町市を控え、仁科三湖（木崎湖・中綱湖・青木湖）などの行楽地やスキー場も多く、白馬岳などへの登山者の足でもある。また、松本市・安曇野市など沿線都市への通勤・通学路線としても機能している。広域輸送としては主に新宿駅と名古屋駅（臨時のみ）から中央本線・篠ノ井線を経由して特急列車が直通している。
本路線の南小谷駅 - 糸魚川駅間はJR西日本が管轄するが、JR西日本の在来線との接続がなく、管内で孤立した路線となっている。これは、2015年の北陸新幹線長野駅 - 金沢駅間の開業により、当路線の終点である糸魚川駅を含む北陸本線金沢駅 - 直江津駅間が並行在来線として経営分離されたためで、JR東日本の在来線およびえちごトキめき鉄道と、北陸新幹線のJR西日本所管区間のみに接続している。同区間については地元自治体との協議も予定されていたが、引き続きJR西日本が管轄、糸魚川駅など新潟県の上越地方と長野県の北アルプス地域を結ぶアクセス路線となっている。
2022年2月3日に、JR西日本は、利用の減少している南小谷駅 - 糸魚川駅間についての存廃議論（バス転換などを含めた協議）を翌3月から開始すると発表した。
2024年（令和6年）6月1日から2025年（令和7年）3月31日まで白馬駅 - 糸魚川駅間にて増便バスを運行している。増便バス停留所は原則駅前に設置されるが千国駅停留所は塩水公衆トイレ付近、中土駅停留所はサンテインおたり前、北小谷駅停留所は道の駅小谷に設置されている（後節も参照）。
JR東日本区間のラインカラーはパープル。

### 路線データ
- 管轄・路線距離（営業キロ）：全長105.4 km
  - 東日本旅客鉄道（第一種鉄道事業者）：
    - 松本駅 - 南小谷駅間70.1 km

  - 西日本旅客鉄道（第一種鉄道事業者）：
    - 南小谷駅 - 糸魚川駅35.3 km
- 軌間：1,067 mm
- 駅数：41（JR東日本33駅、JR西日本8駅。起終点駅含む、JR西日本は南小谷駅を除く）
  - 大糸線所属駅に限定した場合、篠ノ井線所属の松本駅[6]が除外され、40駅（JR東日本32駅、JR西日本8駅）となる。終点の糸魚川駅はかつて北陸本線所属だったが、同線がえちごトキめき鉄道日本海ひすいラインに移管されたため、本路線の駅として計上されている[7]。
- 複線区間：なし（全線単線）
- 電化区間：松本駅 - 南小谷駅間（直流1,500 V）
- 閉塞方式：自動閉塞式（特殊）
- 運転指令所：
  - 松本駅 - 南小谷駅：長野総合指令室
  - 南小谷駅 - 糸魚川駅：金沢総合指令所（北陸広域鉄道部糸魚川CTC）
- 最高速度：
  - 松本駅 - 信濃大町駅間：95 km/h
  - 信濃大町駅 - 南小谷駅間：85 km/h
  - 南小谷駅 - 中土駅間：65 km/h
  - 中土駅 - 小滝駅間：85 km/h
  - 小滝駅 - 糸魚川駅間：65 km/h
- 大都市近郊区間：松本駅 - 穂高駅間（東京近郊区間）
- IC乗車カード対応区間
  - Suica首都圏エリア（JR東日本）：東京近郊区間と同じ
  - ICOCAエリア（JR西日本）：なし

松本駅 - 南小谷駅間はJR東日本長野支社、南小谷駅 - 糸魚川駅間はJR西日本金沢支社北陸広域鉄道部の管轄である。ただし、会社境界駅である南小谷駅はJR東日本の管理駅で、南小谷駅北方にある上り場内信号機（松本起点70.616 km地点）が線路上の境界となっている。また、糸魚川駅（在来線）構内はえちごトキめき鉄道が管理している。国鉄時代は松本駅 - 南小谷駅間が長野鉄道管理局、南小谷駅 - 糸魚川駅間が金沢鉄道管理局の管轄であった。

## 歴史
松本駅 - 信濃大町駅間は、信濃鉄道（現在のしなの鉄道とは無関係）により開業した。信濃大町駅 - 糸魚川駅間は国により建設され、大糸南線の信濃大町駅 - 中土駅間と大糸北線の小滝駅 - 糸魚川駅間が1935年（昭和10年）に開通した。松本駅 - 糸魚川駅間が全通して大糸線となったのは1957年（昭和32年）である。江戸時代に整備された千国街道は大町と安曇追分の間に池田通りと松川通りの二つのルートが存在したが、信濃鉄道は松川通りに沿って建設された。
「大糸線」の路線名は、信濃大町以南が信濃鉄道であった時代に、国によって信濃大町と糸魚川を結ぶ路線として建設されたことに由来する。全通以前に信濃鉄道は国有化されていたが、「大糸」の路線名は買収区間も含めてそのまま踏襲された。旧国鉄やJRの路線で、複数の地名から一文字ずつを取って付けられた路線名称は原則として音読みするが、例外的に大糸線と米坂線は両方の漢字を訓読みする。

### 信濃鉄道
- 1915年（大正4年）
  - 1月6日：信濃鉄道 松本市駅（現・北松本駅） - 豊科駅間（6.7 M≒10.78 km）が開業。松本市駅、梓橋停留場（現・梓橋駅）、明盛駅（現・一日市場駅）、豊科駅が開業[9]。
  - 4月5日：南松本駅 - 北松本駅間（0.4 M≒0.64 km）が延伸開業。貨物駅として南松本駅（松本駅隣接、現在の南松本駅とは別）が開業。松本市駅が北松本駅に改称[10]。
  - 5月1日：明盛駅が一日市場駅に改称[11]。中萱停留場が開業[12]。
  - 6月1日：豊科駅 - 柏矢町駅間（1.7 M≒2.74 km）が延伸開業。柏矢町駅が開業[13]。
  - 7月15日：柏矢町駅 - 穂高駅間（1.2 M≒1.93 km）が延伸開業。穂高駅が開業[14]。
  - 8月8日：穂高駅 - 有明駅間（1.4 M≒2.25 km）が延伸開業。有明駅が開業[15]。
  - 9月16日：梓橋停留場が駅に変更。
  - 9月29日：有明駅 - 池田松川駅（現・信濃松川駅）間（4.7 M≒7.56 km）延伸開業。細野停留場、池田松川駅が開業[16]。
  - 10月1日：島内駅が開業[17]。
  - 11月2日：池田松川駅 - 信濃大町駅（初代）間（4.6 M≒7.40 km）が延伸開業。常盤沓掛停留場（現・安曇沓掛駅）、常盤停留場（現・信濃常盤駅）、信濃大町駅（初代）が開業[18]。
  - 11月16日：アルプス追分停留場（のちの安曇追分停留場、現・安曇追分駅）が開業[19]。
- 1916年（大正5年）
  - 7月5日：仏崎駅 - 信濃大町駅（2代目）間（1.1 M≒1.77 km）が延伸開業。信濃大町駅（2代目）開業に伴い、信濃大町駅（初代）が仏崎駅に改称[20]。
  - 9月18日：松本駅 - 北松本駅間の旅客営業開始。南松本駅が松本駅に改称[21]。
- 1917年（大正6年）10月13日：仏崎駅が廃止[22]。
- 1919年（大正8年）7月10日：アルプス追分停留場が安曇追分停留場に改称[23]。
- 1925年（大正14年）10月13日：大町以北の町村により大糸線促成同盟会が結成される[24]。
- 1926年（大正15年）
  - 1月8日：松本駅 - 信濃大町駅間が電化[25]。
  - 4月14日：島高松停留場[26][注釈 1]・南豊科停留場が開業[26]。
  - 9月30日：安曇追分停留場が駅に変更。
- 1930年（昭和5年）
  - 4月1日：営業距離をマイル表記からメートル表記に変更（21.8 M→35.1 km）。
  - 10月28日：おかめ前停留場（現・北細野駅）が開業[25]。
- 1931年（昭和6年）8月24日：青島停留場が開業[25]。
- 1933年（昭和8年）6月23日：松本駅 - 北松本駅間に北松本臨時貨物積卸場が開業。
- 1934年（昭和10年）2月1日：昭和停留場（現・南大町駅）が開業[25]。
- 1936年（昭和11年）10月26日：北松本臨時貨物積卸場が廃止。

### 大糸南線
- 1929年（昭和4年）9月25日：大糸南線 信濃大町駅 - 簗場駅間（7.0 M≒11.26 km）が開業。信濃木崎駅、海ノ口駅、簗場駅が開業[27]。
- 1930年（昭和5年）
  - 4月1日：営業距離をマイル表記からキロメートル表記に変更（7.0 M→11.2 km）。
  - 10月25日：簗場駅 - 神城駅間 (8.9 km) が延伸開業。神城駅が開業[28]。1930年（昭和5年）開業日の神城駅

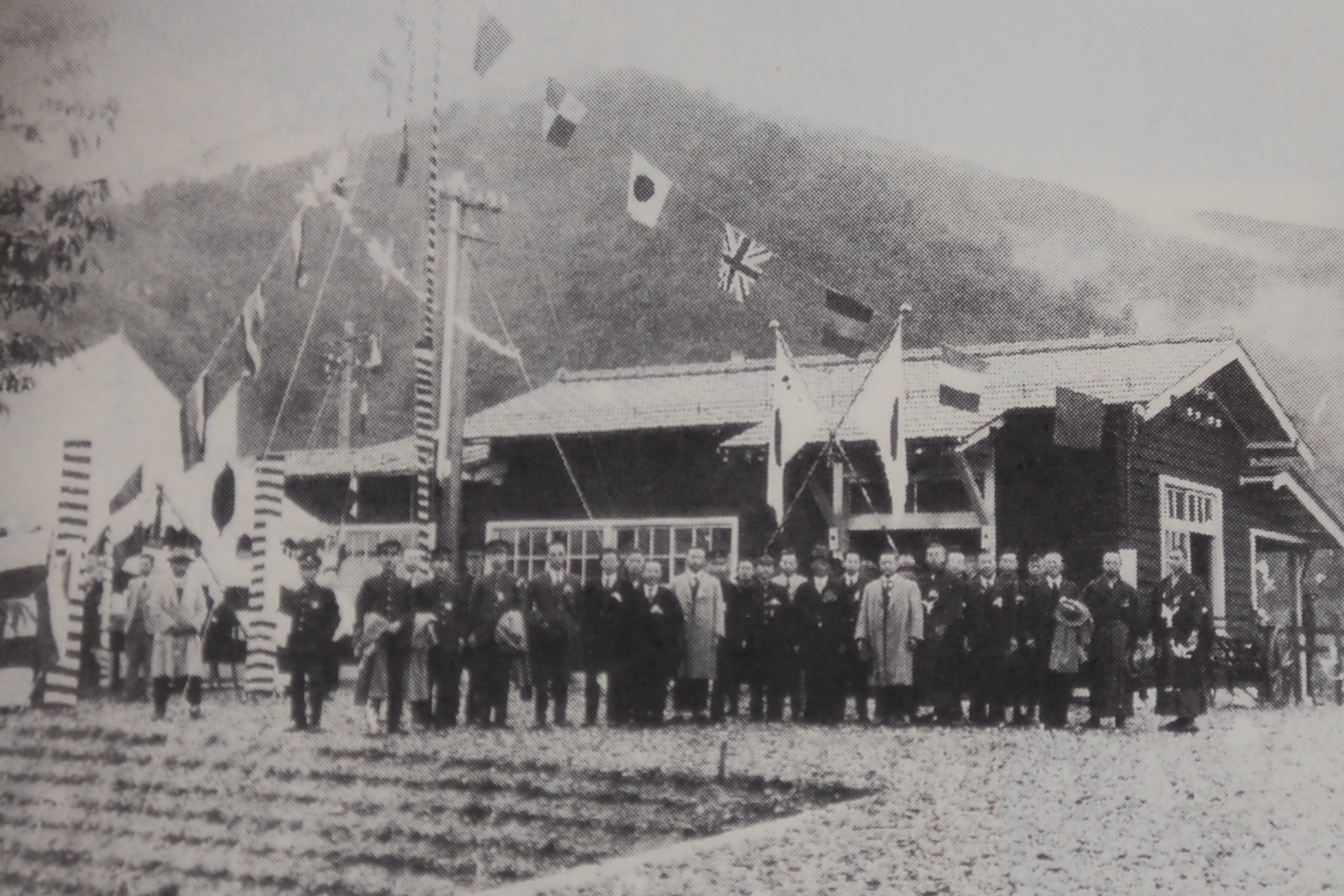
1930年（昭和5年）開業日の神城駅

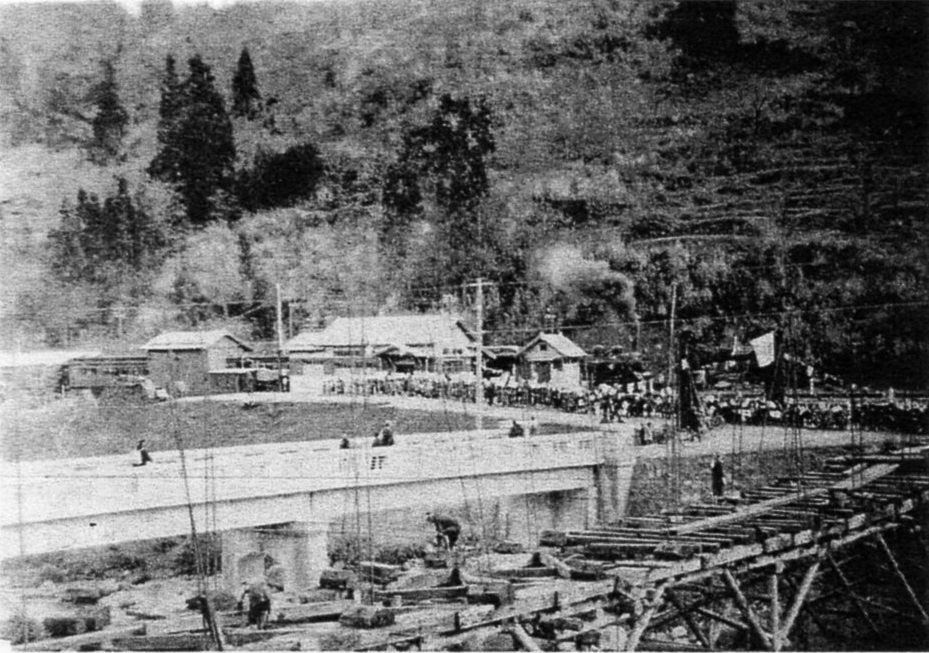
1935年（昭和10年）11月29日、南小谷駅開業式に集う人々を姫川対岸より望む

- 1932年（昭和7年）11月20日：神城駅 - 信濃森上駅間 (6.4 km) が延伸開業。信濃四ッ谷駅（現・白馬駅）、信濃森上駅が開業[29]。1935年（昭和10年）11月29日、南小谷駅開業式に集う人々を姫川対岸より望む
- 1935年（昭和10年）11月29日：信濃森上駅 - 中土駅間 (12.5 km) が延伸開業。南小谷駅、中土駅が開業[30]。1935年（昭和10年）11月開業当時の南小谷駅。宅扱貨物の宣伝に努めた。

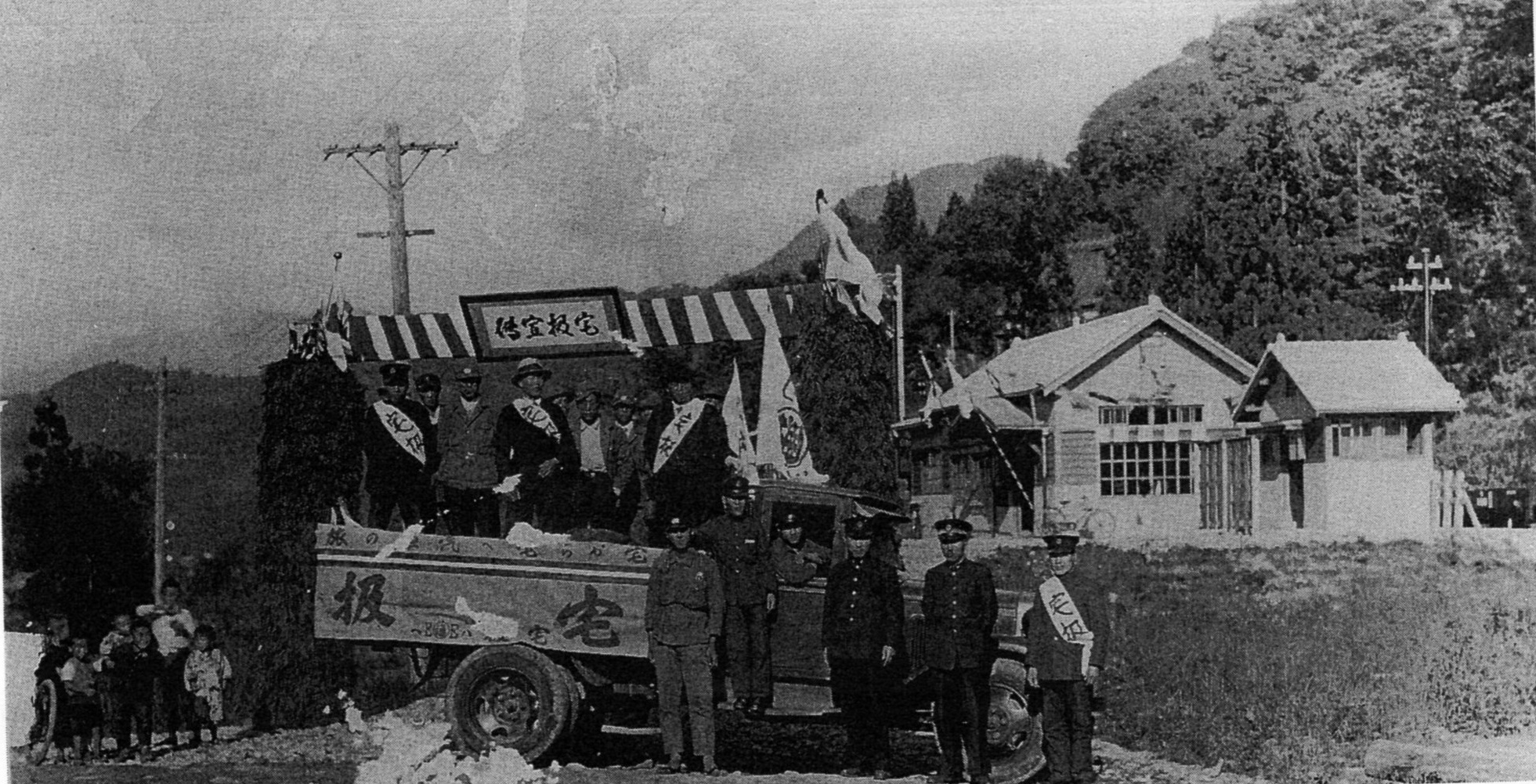
1935年（昭和10年）11月開業当時の南小谷駅。宅扱貨物の宣伝に努めた。

- 1937年（昭和12年）6月1日：松本駅 - 信濃大町駅間の信濃鉄道線を国有化して編入[31]。
  - 停留場が駅に変更される。おかめ前停留場が北細野駅に、池田松川駅が信濃松川駅に、常盤沓掛停留場が安曇沓掛駅に、常盤停留場が信濃常盤駅に、昭和停留場が南大町駅に改称。青島停留場が廃止。蒸気機関車3両、電気機関車3両、電車10両、貨車48両を引き継ぐ[32]。
- 1939年（昭和14年）
  - 4月21日：午前9時17分姫川右岸の風張山が崩壊し、信濃森上駅 - 南小谷駅間が不通となる[33]。
  - 8月7日：4月21日の山腹崩壊により「当分ノ間」信濃森上駅 - 中土駅間の一般運輸営業を停止[34]。南小谷村・中土村・北小谷村の要望により、宅扱貨物及び小口扱貨物による生活必需品の運送を同年11月30日まで自動車代行にて行う[33][34]。
- 1940年（昭和15年）
  - 1月19日：同日より再び生活必需品の冬季代行運送を馬橇にて実施する[35][36]。
  - 11月1日：信濃森上駅 - 中土駅間の一般運輸営業を再開[37]。
- 1942年（昭和17年）12月5日：南神城駅が開業[38]。
- 1945年（昭和20年）7月15日：水害により信濃森上駅 - 南小谷駅間が同日から18日間、南小谷駅 - 中土駅間は20日間不通となる[39]。
- 1947年（昭和22年）12月1日：川内下仮乗降場（現・白馬大池駅）が開業。
- 1948年（昭和23年）9月25日：川内下仮乗降場が駅に変更され、白馬大池駅に改称[38]。
- 1952年（昭和27年）7月1日：南小谷駅 - 中土駅間において築堤が崩壊し、3か月間不通となる[40]。

### 大糸北線
- 1934年（昭和9年）11月14日：大糸北線 糸魚川駅 - 根知駅間 (10.0 km) が開業。頸城大野駅、根知駅が開業[41]。
- 1935年（昭和10年）12月24日：根知駅 - 小滝駅間 (3.6 km) が延伸開業。小滝駅が開業[42]。
- 1938年（昭和13年）1月3日：小滝駅を出発した列車が雪崩で立ち往生したところに再度雪崩発生。二両編成の列車が埋没するも乗客は小滝駅に避難して無事[43]。

### 全通以後
- 1957年（昭和32年）8月15日：中土駅 - 小滝駅間 (17.7 km) が延伸開業し全通。大糸北線・新規開業区間が大糸南線に編入され、大糸線に改称[注釈 2]。北小谷駅、平岩駅が開業[38]。
- 1959年（昭和34年）7月17日：信濃大町駅 - 信濃四ツ谷駅間が電化され、電車運転区間を延伸[44]。着工決定から僅か3か月余りで24.6 kmを突貫電化した[注釈 3]。沿線観光開発進展に伴う輸送力増強が目的で、以後の電化延伸も同主旨による。
- 1960年（昭和35年）7月20日：信濃四ツ谷駅 - 信濃森上駅間が電化[38]。北大町駅、稲尾駅、飯森駅が開業[38]。
- 1961年（昭和36年）
  - 3月28日：蒸気機関車牽引の客車列車につき気動車置き換えを完了。客貨分離し、旅客列車無煙化を達成。
  - 5月1日：大糸線管理所を開設。
  - 12月23日：千国崎仮乗降場（現・千国駅）が開業。
- 1962年（昭和37年）12月25日：千国崎仮乗降場が駅に変更され、千国駅に改称[38]。
- 1964年（昭和39年）4月1日：大糸線管理所を大糸線南部管理所に組織変更。
- 1965年（昭和40年）3月31日：大糸線南部管理所廃止。機能は松本運転所に移管。
- 1965年（昭和40年）7月13日：集中豪雨により梓川にかかる橋脚が傾くなどの被害[45]。
- 1967年（昭和42年）
  - 5月19日：信濃森上駅 - 南小谷駅間の電化着工[46]。総工費7億3千万円、工事担当は大阪電気工事局[46]。
  - 12月20日：信濃森上駅 - 南小谷駅間が電化[38]。
- 1968年（昭和43年）
  - 7月19日：全線で腕木式信号機から色灯式信号機に変更される[47]。
  - 10月1日：信濃四ツ谷駅が白馬駅に改称[38]。
- 1971年（昭和46年）4月：特急「あずさ」の信濃大町駅までの季節延長運転開始[38]。
- 1977年（昭和52年）4月4日：小滝駅 - 平岩駅間で線路上に落ちていた直径80 cmの大石に列車が乗り上げ、脱線した[48]。
- 1982年（昭和57年）11月15日：特急「あずさ」の大糸線乗り入れを定期化し、運転区間を南小谷駅へ延伸[49]。
- 1983年（昭和58年）
  - 3月25日：全線に列車集中制御装置 (CTC) が導入[50]。白馬大池駅、中土駅、北小谷駅が無人化[51]。
  - 12月14日：松本駅 - 南小谷駅間への特急「しなの」の乗り入れ開始[52]。
- 1985年（昭和60年）12月24日：臨時駅としてヤナバスキー場前駅が開業[38]。
- 1986年（昭和61年）11月1日：姫川駅が開業[38]。

### 民営化以後
- 1987年（昭和62年）4月1日：国鉄分割民営化により、松本駅 - 南小谷駅間を東日本旅客鉄道（JR東日本）が、南小谷駅 - 糸魚川駅間を西日本旅客鉄道（JR西日本）が継承[38]。日本貨物鉄道（JR貨物）が松本駅 - 信濃大町駅間の第二種鉄道事業者となる。信濃大町駅 - 糸魚川駅間の貨物営業廃止。運行管理は引き続き松本CTC指令で行われ、南小谷 - 糸魚川間の運行管理はJR西日本からJR東日本に委託される。
- 1993年（平成5年）
  - 3月18日：南小谷駅 - 糸魚川駅間でワンマン運転開始[53]。
  - 11月24日：松本駅 - 南小谷駅間で列車集中制御装置（CTC）および自動進路制御装置（PRC）を供用開始[54]。
- 1995年（平成7年）
  - 7月11日：信濃大町駅 - 根知駅間が集中豪雨（7.11水害）のため、不通となる[55][56]。姫川の増水・氾濫で中土駅の駅舎が浸水し同駅南にある橋梁が流失、北小谷駅は土砂により埋没、平岩駅北にある橋梁が流失、平岩駅 - 小滝駅間にあるトンネル付近の一部の線路が崩落した。
    - これ以降、JR西日本車によるJR東日本区間への乗り入れ（信濃大町駅まで）が実質的に廃止。

  - 7月16日：信濃大町駅 - 白馬駅間が復旧[57]。
  - 8月1日：白馬駅 - 南小谷駅間が復旧[58]。
  - 9月1日：小滝駅 - 根知駅間が復旧[59]。
- 1996年（平成8年）
  - 1月6日：南小谷駅 - 小滝駅間の復旧工事に着手[55][60]。
  - 1月16日：国道148号の復旧に伴い、不通区間においてバス代行輸送が開始[59]。ただし、地元の生活の足としての位置づけであるため、乗車券の発売場所を限定した[61]。
- 1997年（平成9年）11月29日：南小谷駅 - 小滝駅間が復旧し（一部トンネル区間の崩落部分を迂回するよう新線に切り替え）、全線で運転再開[62]。ただし、強風のため始発から運行を見合わせ[63]、運行再開は午後4時20分からとなった[64]。
- 1998年（平成10年）12月8日：E127系電車が運転開始[65]。
- 1999年（平成11年）
  - 3月29日：松本駅 - 南小谷駅間でワンマン運転開始[66]。
  - 3月31日：日本貨物鉄道の第二種鉄道事業（松本駅 - 信濃大町駅間 35.1km）廃止[67]。
- 2006年（平成18年）
  - 1月14日 - 3月9日：平成18年豪雪により、雪崩の危険性があることから南小谷駅 - 糸魚川駅間で運転見合わせ[68]。
  - 6月：運行管理が松本CTC指令から、松本駅 - 南小谷駅間は長野総合指令室に、南小谷駅 - 糸魚川駅間は糸魚川地域鉄道部指令（現・北陸広域鉄道部糸魚川指令）に移管、運行管理の受委託を解消。
- 2009年（平成21年）3月14日：信濃大町駅 - 南小谷駅間を走るすべての定期普通列車がワンマン化。
- 2010年（平成22年）
  - 3月13日：南小谷駅 - 糸魚川駅間でキハ120形の運用開始。同区間でのキハ52形定期運用を前日限りで終了。
  - 10月2日：ハイブリッド気動車HB-E300系による臨時列車「リゾートビューふるさと」運転開始[69][70]。
- 2011年（平成23年）1月22日：松本駅 - 北松本駅間の保安装置をATS-SNからATS-Pに変更。
- 2012年（平成24年）2月1日 - 4月6日：平成24年の大雪により雪崩の危険性があることから、南小谷駅 - 糸魚川駅間で運転見合わせ[71][72]。
- 2013年（平成25年）
  - 6月21日：平岩駅 - 小滝駅間において姫川の護岸が一部崩れているため、南小谷駅 - 糸魚川駅間で運転見合わせ。
  - 8月15日：平岩駅 - 小滝駅間が復旧し、南小谷駅 - 糸魚川駅間が運転を再開[73]。
- 2014年（平成26年）
  - 11月22日：長野県神城断層地震により信濃大町駅 - 糸魚川駅間で不通となる[74]。
  - 11月24日：平岩駅 - 糸魚川駅間復旧[75]。
  - 11月25日：信濃大町駅 - 白馬駅間復旧[76]。
  - 11月26日：南小谷駅 - 平岩駅間復旧[77]。白馬駅 - 南小谷駅間で代行バス運転開始[78]。
  - 12月7日：白馬駅 - 南小谷駅間復旧により全線復旧[79]。
- 2016年（平成28年）12月12日：南小谷駅 - 松本駅間で駅ナンバー導入[80]。
- 2019年（平成31年/令和元年）
  - 2月7日：新潟県、長野県など沿線自治体とJR西日本が「大糸線活性化協議会」を設立（JR東日本はオブザーバー参加）[81]。
  - 3月16日：ヤナバスキー場前駅を廃止[82]。
  - 10月1日：大糸線活性化協議会が白馬駅 - 糸魚川駅間にて増便バスを12月31日まで運行[83]。
- 2023年（令和5年）3月18日：ワンマン列車において松本駅 - 有明駅間の無人駅（島高松駅）・委託駅（梓橋駅・中萱駅・柏矢町駅・有明駅）での後乗り前降りを廃止し、同区間の全駅で全ドアから乗降可能とする[84]。松本駅 - 穂高駅間で朝に1往復と夜に1本に運行される区間列車のうち夜の1本が取り止め。
- 2024年（令和6年）
  - 1月1日：能登半島地震が発生。糸魚川駅 - 南小谷駅間で運転見合わせ。同月6日、運転を再開[85]。
  - 6月1日：大糸線活性化協議会が白馬駅 - 糸魚川駅間にて増便バスを2025年（令和7年）3月31日まで運行[5]。
- 2025年（令和7年）
  - 3月15日：松本駅 - 穂高駅間を東京近郊区間に編入の上、同区間でSuicaを導入[86]。同日、南小谷駅まで乗り入れていた特急「あずさ」の運行区間が白馬駅までに短縮される[87]。
  - 4月5日：大糸線活性化協議会が白馬駅 - 糸魚川駅間にて増便バスを2026年（令和8年）3月31日まで土休日と一部の平日に運行[88]。
- 2026年（令和8年）
  - 春以降（予定）：信濃大町駅と白馬駅がSuica利用可能駅に追加される[89]。
  - 7月1日（予定）：JR東日本において支社制から事業本部制への再編が行われ、JR東日本管轄区間は長野支社から松本事業本部の管轄となる[90]。

## 運行形態
運行系統は電化区間であるJR東日本管轄の松本駅 - 南小谷駅間と、非電化区間であるJR西日本管轄の南小谷駅 - 糸魚川駅間に分かれており、南小谷駅を越えて運行される定期列車は1995年の集中豪雨被害で線路が寸断された際に運行を停止して以来運転されなくなった。
かつては大糸線全線を走破する列車として、1960年代 - 1970年代に新宿駅 - 糸魚川駅間で急行「アルプス」（1968年までは「白馬」と称していた）と、1971年から松本駅 - 金沢駅間で急行「白馬」が運転されていたが、急行「アルプス」の糸魚川駅発着列車は1975年に、急行「白馬」は1982年にそれぞれ廃止されている。

### 松本駅 - 南小谷駅間
優等列車として新宿方面から特急「あずさ」が定期または臨時で、名古屋方面から特急「しなの」が臨時でいずれも白馬駅まで直通運転されている。しかし、1997年10月1日の北陸新幹線高崎駅 - 長野駅間の先行開業後は、それまで中央東線・大糸線を利用していた首都圏 - 北アルプス地域間の旅客が、新幹線と路線バスを長野駅で乗り継ぐルートに移行し、以降は新宿方面からの直通列車は減少傾向にある。ただし、冬季は中央東線沿線からのスキー客輸送で一定の需要はある。このほか、急行「アルプス」のダイヤを引き継いだ夜行列車として、快速「ムーンライト信州」が2018年まで、特急「アルプス」が2024年からそれぞれ臨時で運転されている。また、2024年7月6日から臨時の特急「はくば」が松本駅 - 白馬駅間で運行されている。
「あずさ」は2025年3月15日のダイヤ改正までは南小谷駅まで直通していたが、同改正で白馬駅発着に短縮された。
普通列車は基本的に信濃大町駅を境に運転系統が分離されており、2024年3月改正時点で松本駅 - 南小谷駅間を直通する列車は1日下り3本・上り1本である。朝夕には松本駅 - 穂高駅・有明駅間の区間列車も運行されている。一部は松本駅から篠ノ井線やさらに先の中央本線へ乗り入れ、塩尻駅や岡谷駅（辰野支線辰野駅経由含む）・上諏訪駅・小淵沢駅まで直通する列車もある。朝と夜間には快速列車が上り1本ずつ設定されており、朝6時台の信濃大町発上諏訪行きの信濃大町駅 - 安曇追分駅間、夜の南小谷21時台発信濃大町行き上り最終列車の全区間で快速運転を行っている。
なお、松本駅 - 南小谷駅間ではE127系100番台によるワンマン運転が行われており、信濃大町駅 - 南小谷駅間については全列車がE127系100番台によるワンマン運転となる。松本駅 - 有明駅間や松本駅 - 信濃大町駅間では車掌が乗務するが有明駅または信濃大町駅以北では原則として運転士のみのワンマン運転を行う区間ワンマン列車もある。2023年3月18日のダイヤ改正から松本駅 - 有明駅間では車内ではなく駅で運賃等を収受する都市型ワンマンとなっため、ワンマン運転であっても各駅ですべてのドアから乗り降りができるようになっている。
運行本数は松本駅 - 信濃大町駅間で1時間に1 - 2本程度、信濃大町駅 - 南小谷駅間は3時間以上運行のない時間帯がある。
2010年10月2日からはHB-E300系による臨時列車「リゾートビューふるさと」が篠ノ井線直通で長野駅 - 南小谷駅間に運転されている。
かつて、中央西線経由で大阪方面と直通する急行「くろよん」が運行されていたことがある。

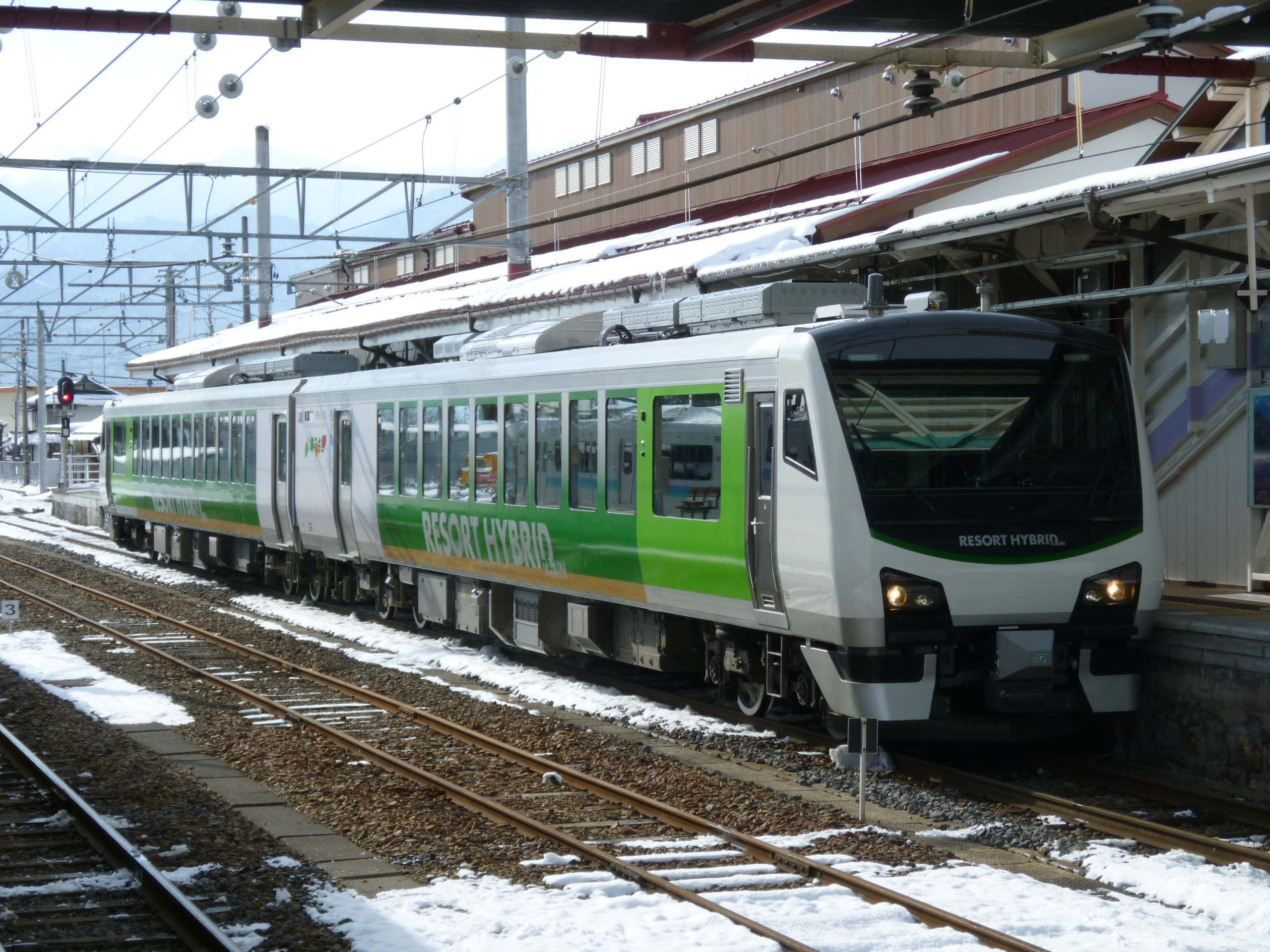
HB-E300系「リゾートビューふるさと」（信濃大町駅 2010年12月）

### 南小谷駅 - 糸魚川駅間
この区間は非電化区間のため気動車で運行されている。2010年3月13日のダイヤ改正で老朽化したキハ52形からキハ120形へ置き換えられ、置き換えと同時に車内でトイレが使用可能になった。
運行される定期列車はすべてワンマン運転による普通列車で、2024年3月16日改正時点で、南小谷駅 - 糸魚川駅間の列車が1日7往復のほか、朝と夕方には各1往復ずつ平岩駅 - 糸魚川駅間の区間列車が設定されている。朝の糸魚川6時発の上り始発列車は、平岩駅で18分ほど停車し列車番号を変えて南小谷駅へ向かう。その4分後に次の糸魚川発平岩行きが平岩駅に到着し、糸魚川行きとして折り返すダイヤになっている。
現在、列車が行き違いを行う途中駅は根知駅のみで、小滝駅・平岩駅・北小谷駅・中土駅にあった行き違い設備は撤去されている。
過去に不定期列車として、関西方面（大阪・神戸）より、北陸本線・糸魚川駅経由でスキー列車「シュプール号」が乗り入れていたが、2001年冬から2002年春を最後に大糸線への乗り入れは廃止された。

## 使用車両

### 現在の使用車両

#### 電化区間
JR東日本が管轄している電化区間では、定期列車は全て同社の電車による運転である。
- 211系（長野総合車両センター所属）
  - 松本駅 - 信濃大町駅間で普通列車として運用されている。
- E127系100番台（松本車両センター所属）
  - 松本駅 - 南小谷駅間で普通列車として運用されている。
- E353系（松本車両センター所属）
  - 特急「あずさ」として運用されている。

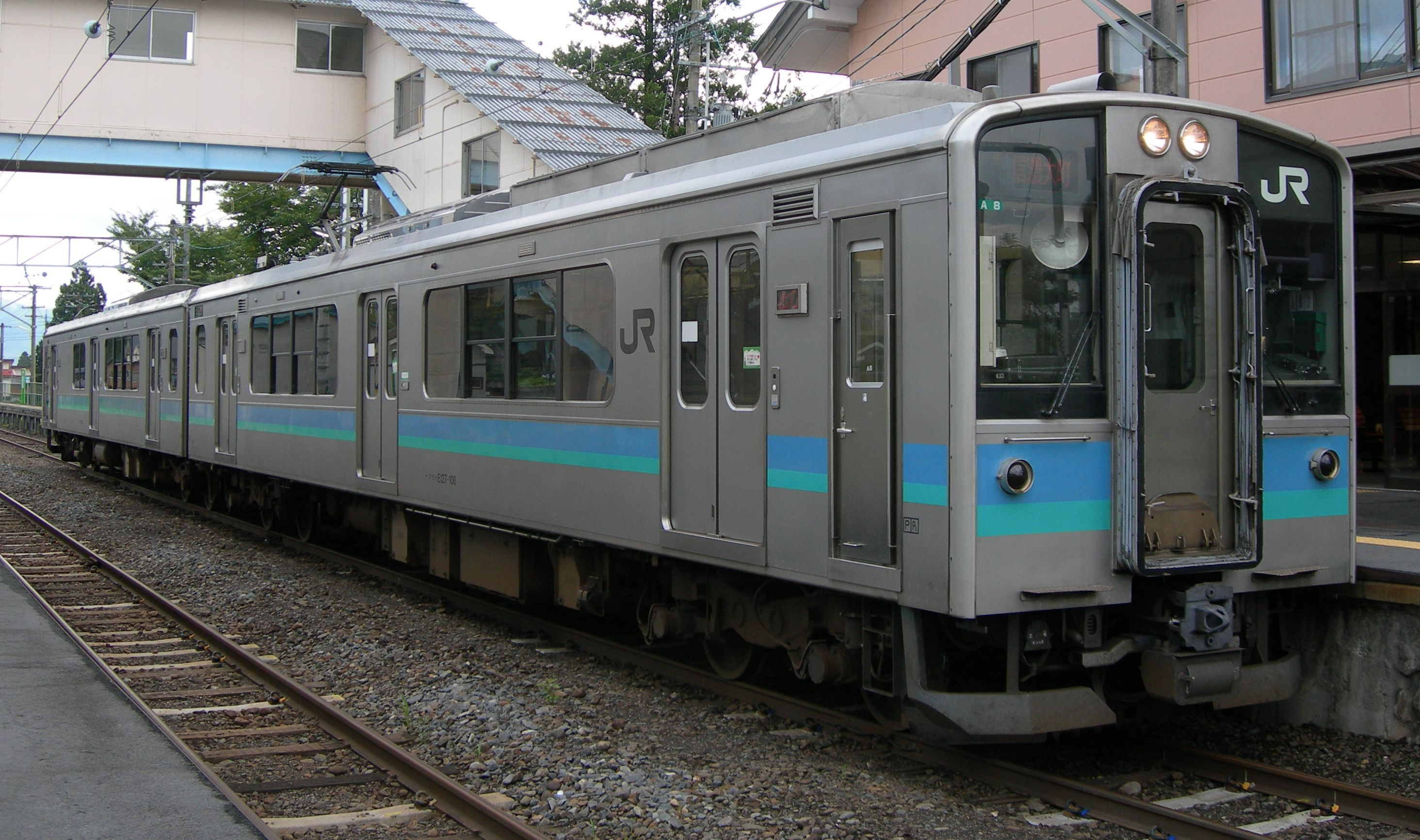
E127系100番台（神城駅 2009年3月）
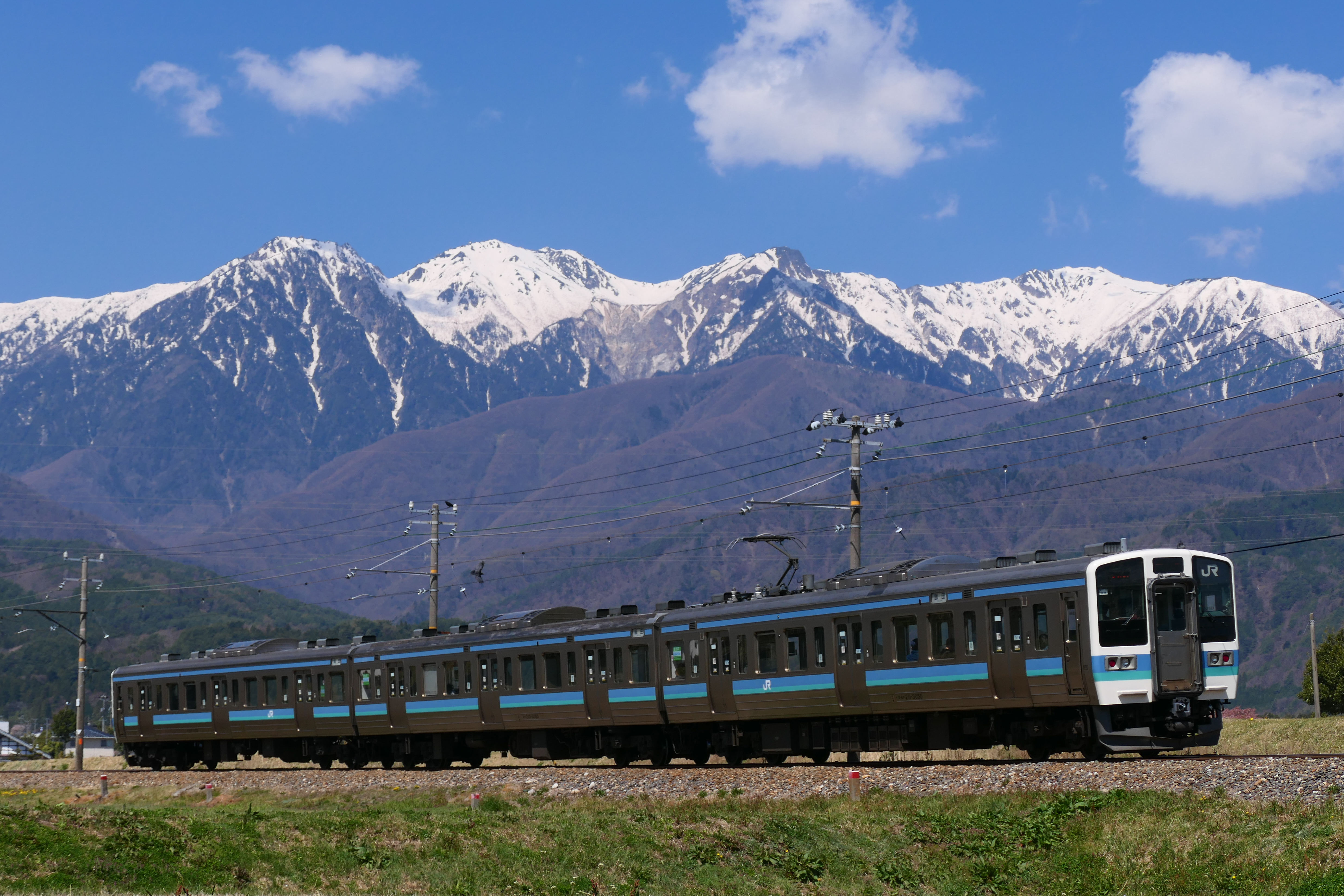
211系3000番台（飯田線伊那本郷 - 七久保間 2021年4月）
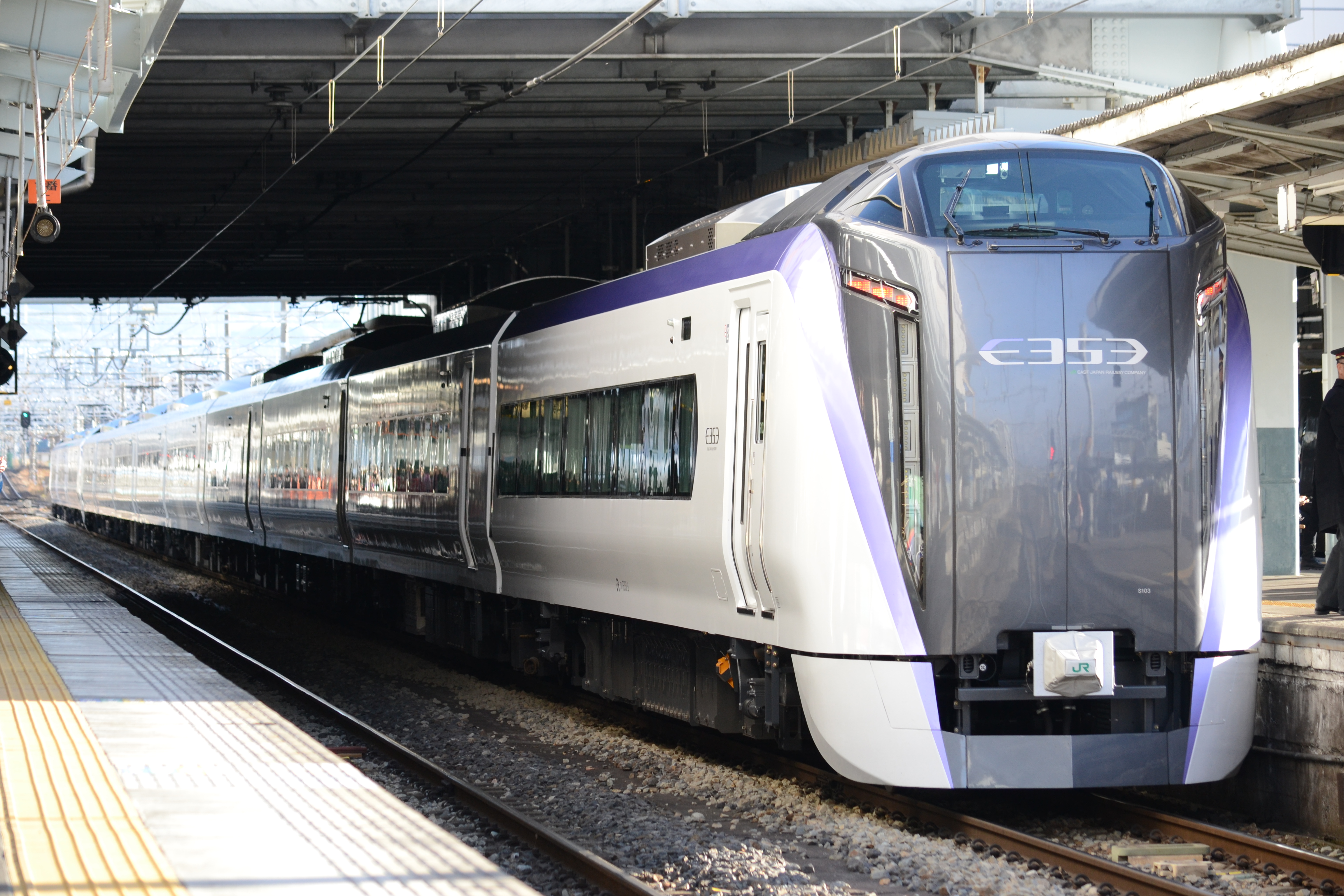
E353系（松本駅 2018年1月）

#### 非電化区間
JR西日本が管轄している非電化区間では、定期列車は全て同社の気動車による運転である。
- キハ120形（金沢総合車両所富山支所所属[94]。車両自体は同支所の糸魚川運転派出に常駐）
  - 普通列車として1両編成または2両編成で運用されている。
  - 基本的に329・341・354の3両が専属で使用されているが、検査などの都合で高山本線向けの車両[注釈 6][95]など他地区の車両が代走する場合もある。

このほか、団体専用列車としてえちごトキめき鉄道の「えちごトキめきリゾート雪月花」ET122形1000番台が不定期に乗り入れる。

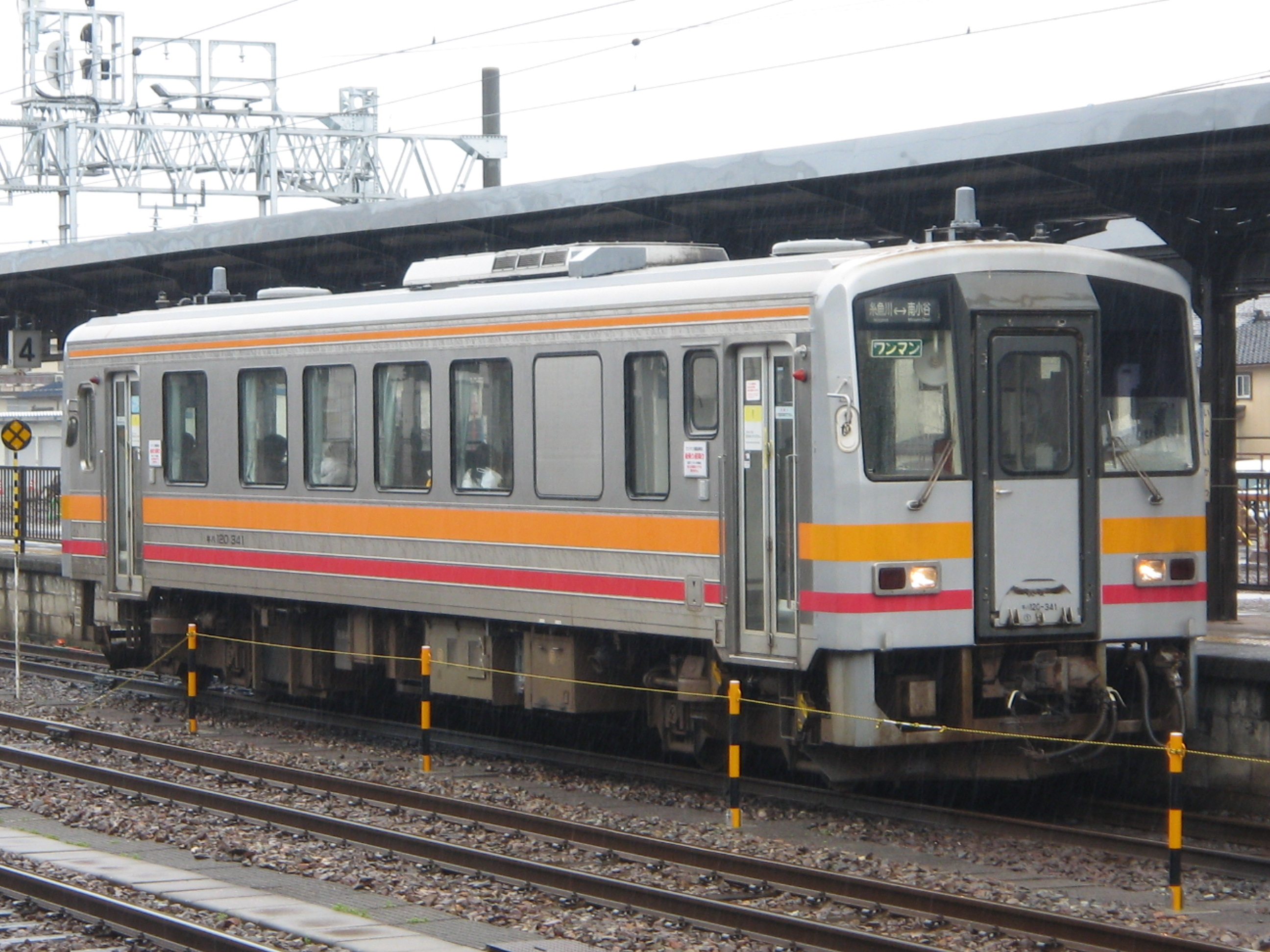
キハ120 341 （糸魚川駅 2010年3月25日）

### 過去の使用車両

#### 電化区間
- 社形（信濃鉄道買収車）
  - モハ20形、モハユニ21形、クハ29形
- 省形木造車
  - モハ10形、クハ15形、サハ19形
- 17m級旧形電車
  - 30系（クモハ11形、クハ16形）
  - 31系（クモハ11形、クハ16形）
  - 33系（クモハ12形）
  - 50系（クハ16形）
- 20m級旧形電車 - 新性能電車への置き換え直前の頃は、京浜東北線や阪和線などの103系と同じスカイブルー塗装に統一されていたのが特徴であった。晩年の大糸線塗装車両。中央はクモハ54101。

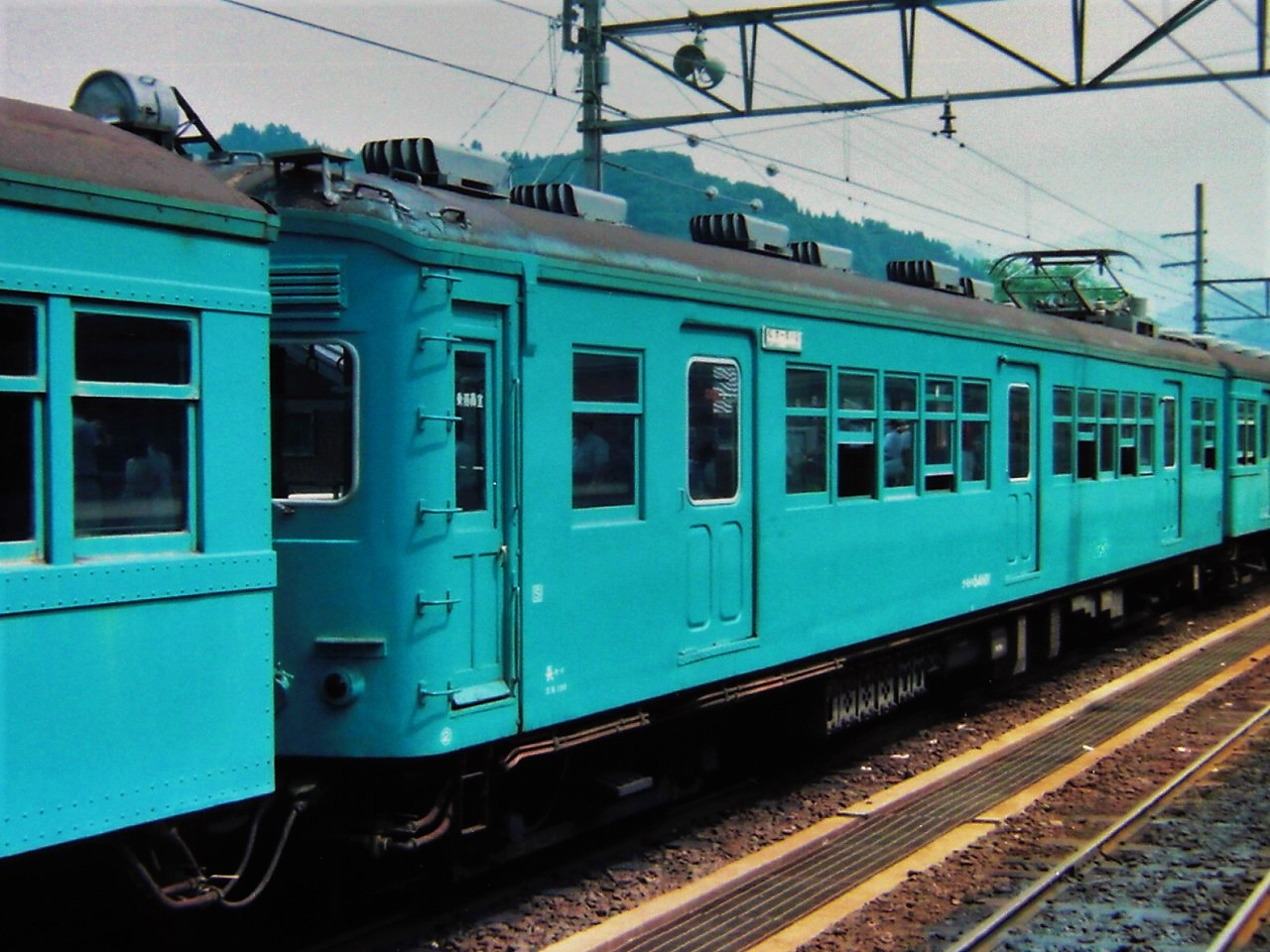
晩年の大糸線塗装車両。中央はクモハ54101。

  - 40系（クモハ40形、クモハ41形、クハ55形、サハ57形、クモハ60形）
  - 32系（サハ45形）
  - 42系（クモハ43形、クモハユニ44形）
  - 51系（クモハ51形、クモハ54形、クモハユニ64形、クハ68形）
  - クモユニ81形
- 新性能電車
  - 153系 中間車のみ165系と混用（急行列車など）
  - 165系（急行列車など）
  - 169系（急行列車など）
  - 181系（特急「あずさ」）
  - 183系（特急「あずさ」）
  - 185系
  - 189系（JR東日本：長野総合車両センター所属、臨時列車として2018年まで快速「ムーンライト信州」で運用されていた）
  - 381系（特急「しなの」、臨時急行「くろよん」）
  - 383系（JR東海：神領車両区所属、臨時列車として2025年2月11日まで特急「しなの」で運用されていた）
  - E351系 （特急「スーパーあずさ」、2010年3月12日まで）
  - E257系 （特急「あずさ」、0番台は2019年3月15日まで。2024年以降は臨時特急「アルプス」で2000番台が入線する）
  - 115系（2015年3月13日まで）
- 電気機関車
  - ED22形
  - ED60形
  - ED62形
  - EF64形
- ディーゼル機関車
  - DD16形（除雪用として300番台も充当）
  - DE10形（貨物・臨時列車用）
  - DD15形
- 蒸気機関車
  - C56形（貨物用・非電化区間乗り入れあり）
  - C12形（貨物用・主に非電化区間が多い）

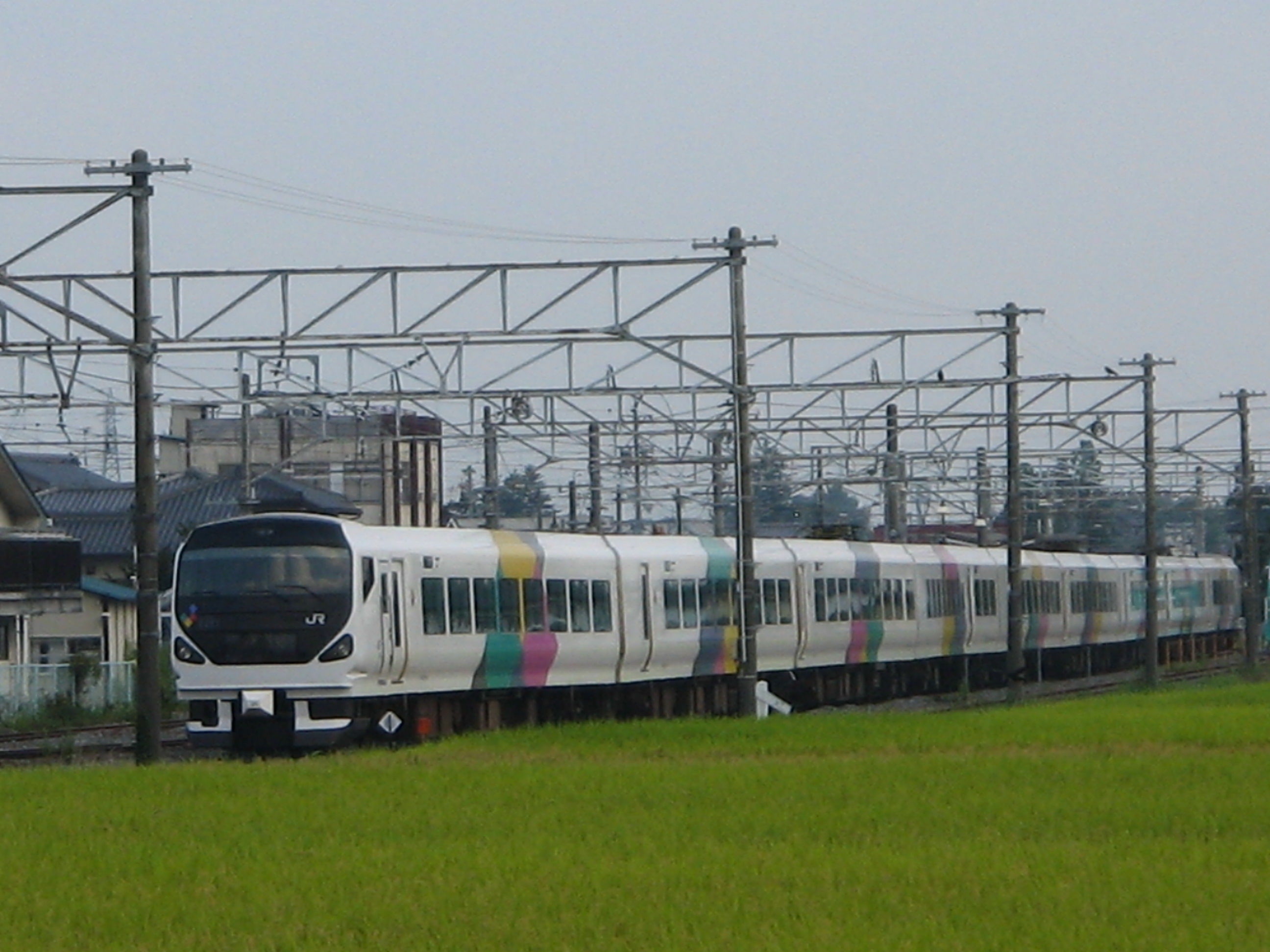
E257系（有明駅 2008年9月）
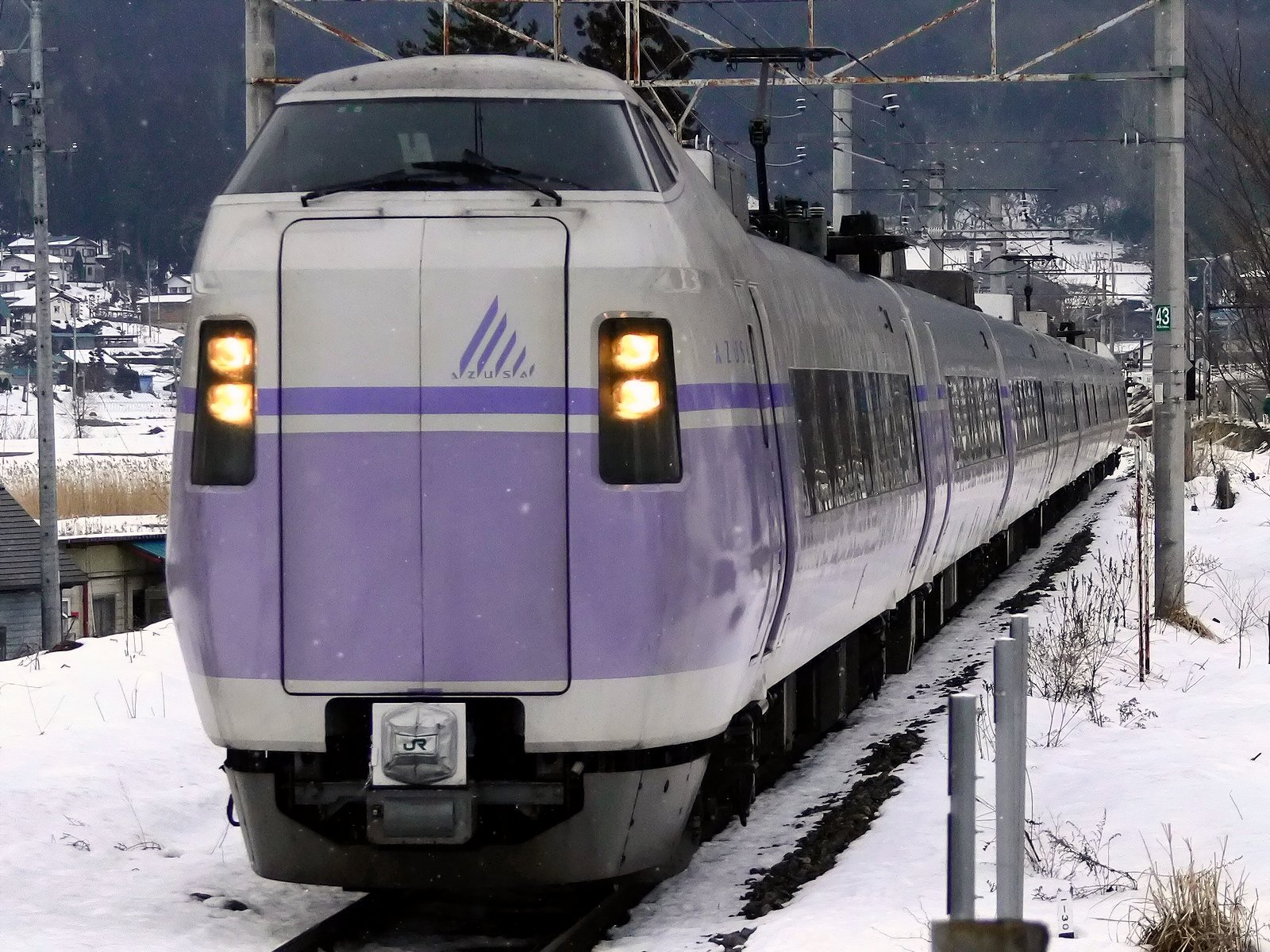
貫通扉設置のクハE351形100番台を先頭に大糸線を走るE351系（2007年1月 海ノ口駅）
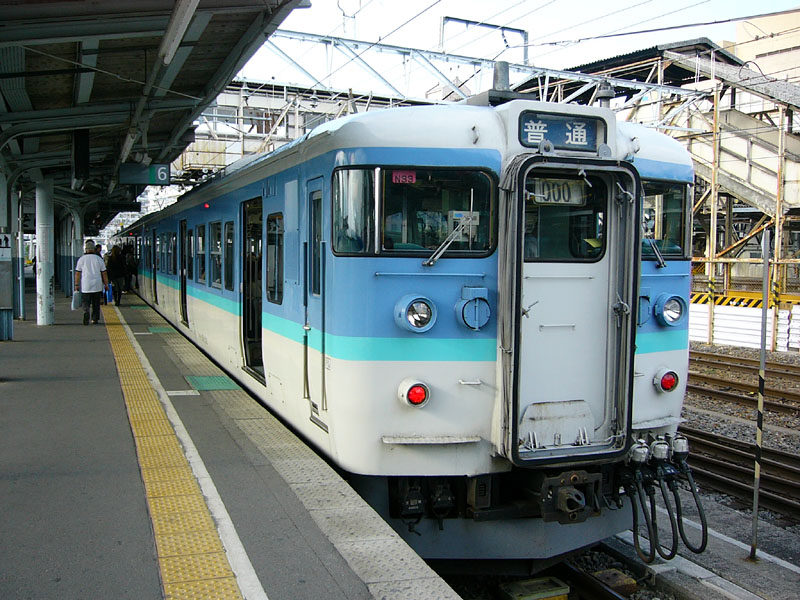
115系（松本駅 2005年9月17日）

##### 旧形電車の変遷
1954年には早くも買収国電が一掃され、1966年には霜取り用のクモハ12001を除いて17m級旧形電車も姿を消した。以下に旧形電車の変遷を記す。
| 形式         | 1956年3年1日 | 1960年4年1日 | 1965年3年31日 | 1969年3年31日 | 1975年3年31日 | 1981年4年30日 |
| ------------ | ------------ | ------------ | ------------- | ------------- | ------------- | ------------- |
| クモハ11     | 11両         | 11両         | 13両          | -             | -             | -             |
| クモハ12     | 2両          | 1両          | 1両           | 1両           | -             | -             |
| クハ16       | 9両          | 11両         | 12両          | -             | -             | -             |
| クモハ40     | -            | -            | -             | 1両           | 1両           | 1両           |
| クモハ41     | -            | -            | 3両           | 9両           | 1両           | -             |
| クモハ60     | -            | -            | -             | 9両           | 9両           | 9両           |
| クハ55       | -            | -            | -             | 15両          | 15両          | 9両           |
| サハ57       | -            | -            | -             | 3両           | 3両           | 2両           |
| クモハ51     | -            | -            | 3両           | 2両           | 7両           | 4両           |
| クモハ54     | -            | -            | -             | -             | 3両           | 3両           |
| クモハユニ64 | -            | -            | 1両           | 1両           | -             | -             |
| クハ68       | -            | -            | -             | -             | 3両           | 3両           |
| クモハ43     | -            | -            | -             | -             | 4両           | 2両           |
| クモハユニ44 | 2両          | 2両          | 1両           | -             | -             | -             |
| サハ45       | -            | -            | -             | -             | 3両           | 3両           |
| クモユニ81   | -            | -            | -             | -             | 1両           | 1両           |
| 合計         | 24両         | 25両         | 34両          | 41両          | 50両          | 37両          |

- 昭和34年6月1日形式称号改正以前はクモハはモハ、クモハユニはモハユニである。
- 1965年以降、松本運転所北松本支所となった。
- 1981年7月24日以降、115系電車に取り替えられた。

#### 非電化区間
以下はすべて気動車で、電化区間まで乗り入れたことがある。このほか、蒸気機関車・ディーゼル機関車も使用されていた（前節参照）。
- キハ51形（普通列車）
- キハ52形（普通列車。後述）
- キハユニ26形（普通列車として糸魚川駅 - 信濃大町駅間で運用）
- キハ55系（普通列車）
- キハ58系（急行列車や、末期は普通列車・臨時列車用として使用）
- キハ181系（臨時列車）

JR西日本に残っていたキハ52形の定期運用は2010年3月13日のダイヤ改正で同社のキハ120形へ置き換えられた。最終日の3月12日まで運行されていた車両は、キハ52形 115・125・156号車の3両である。最末期は3両とも旧国鉄色に塗り替えられて定期運用に就いていた。115号車は2004年7月にクリーム4号+朱色4号の国鉄一般色に、156号車は2004年12月に朱色5号の首都圏色に、最後まで白地に緑のストライプの旧越美北線色で残っていた125号は2006年11月に青3号+黄かっ色2号の鉄道省色に変更され、同年12月2日から大糸線で運行していた。
キハ52形3両のうち115号車はほかの2両とともに2010年3月20日から22日まで最後の3両編成運転を行った後、同年3月27日から岡山支社の旧津山機関区扇形庫（津山まなびの鉄道館）にて静態保存されている。125号車と156号車は5・7・8月に臨時運転を行ったのち、125号車はいすみ鉄道へ売却された。156号車は廃車された後、糸魚川市に譲渡された。一時大糸線内でイベント列車として復活させる構想が発表されたが、最終的に当初予定通り糸魚川駅アルプス口駅舎1階の高架下施設「糸魚川ジオステーション ジオパル」に設けられる「キハ52展示待合室」にて静態保存する方針が決まり、2014年11月26日に搬入された。同年12月14日の北陸新幹線開業3か月前カウントダウンイベントでの一般公開を経て、2015年2月14日の「ジオパル」オープンにより常設公開が開始された。

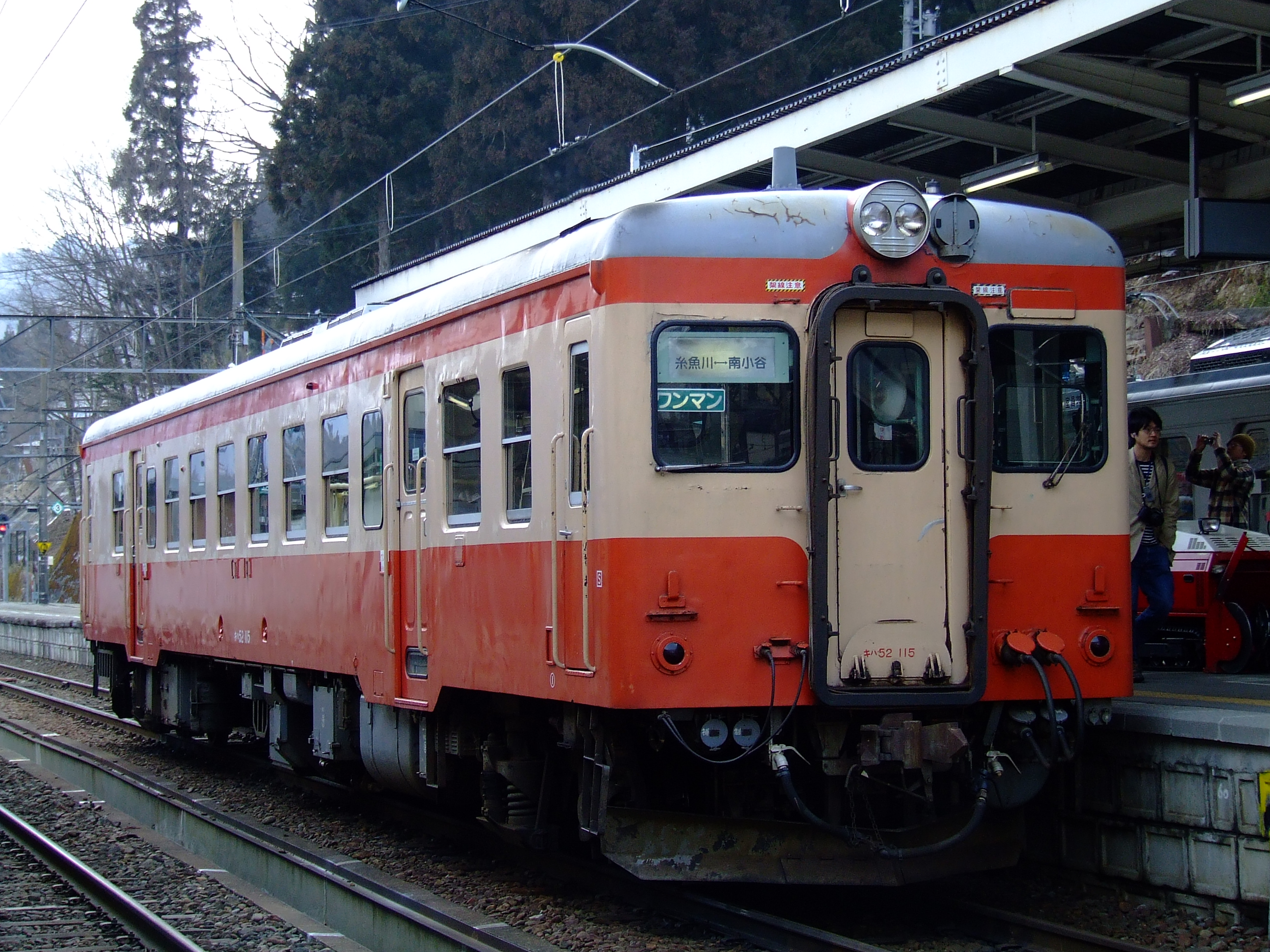
国鉄一般色に復元されたJR西日本キハ52 115 （南小谷駅 2007年3月24日）
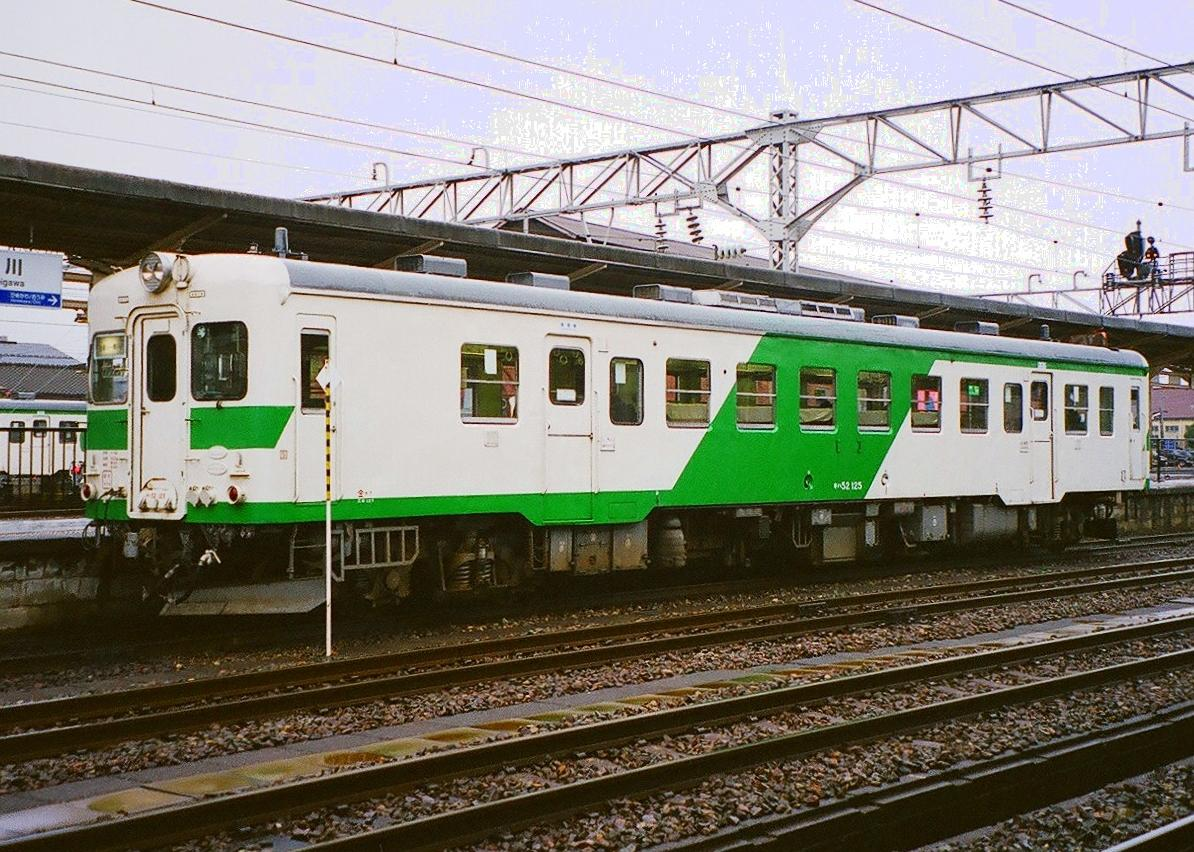
大糸線色（旧越美北線色）のキハ52 125 （糸魚川駅 1999年12月19日）
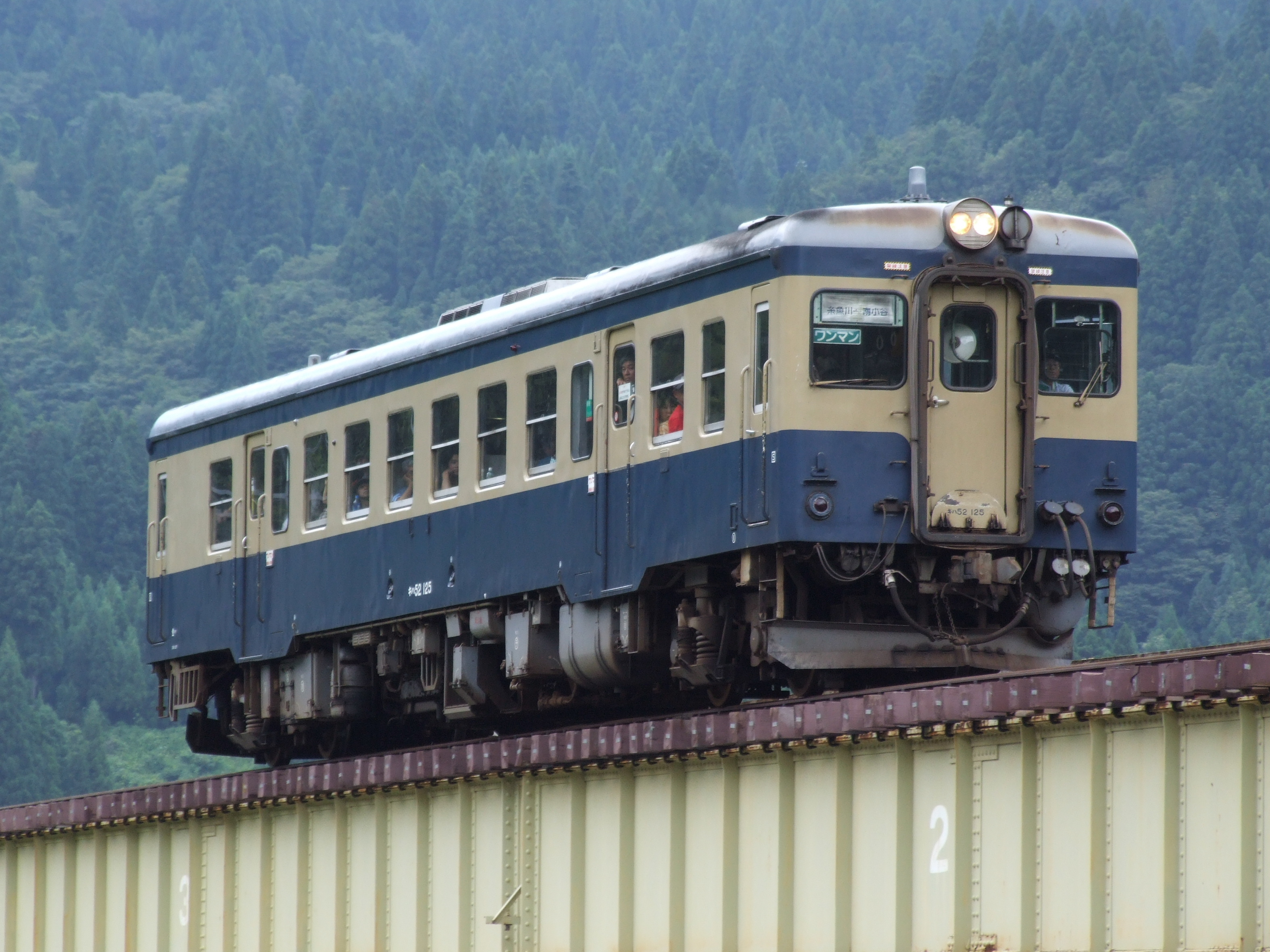
鉄道省色のキハ52 125 （平岩駅付近 2008年9月1日）
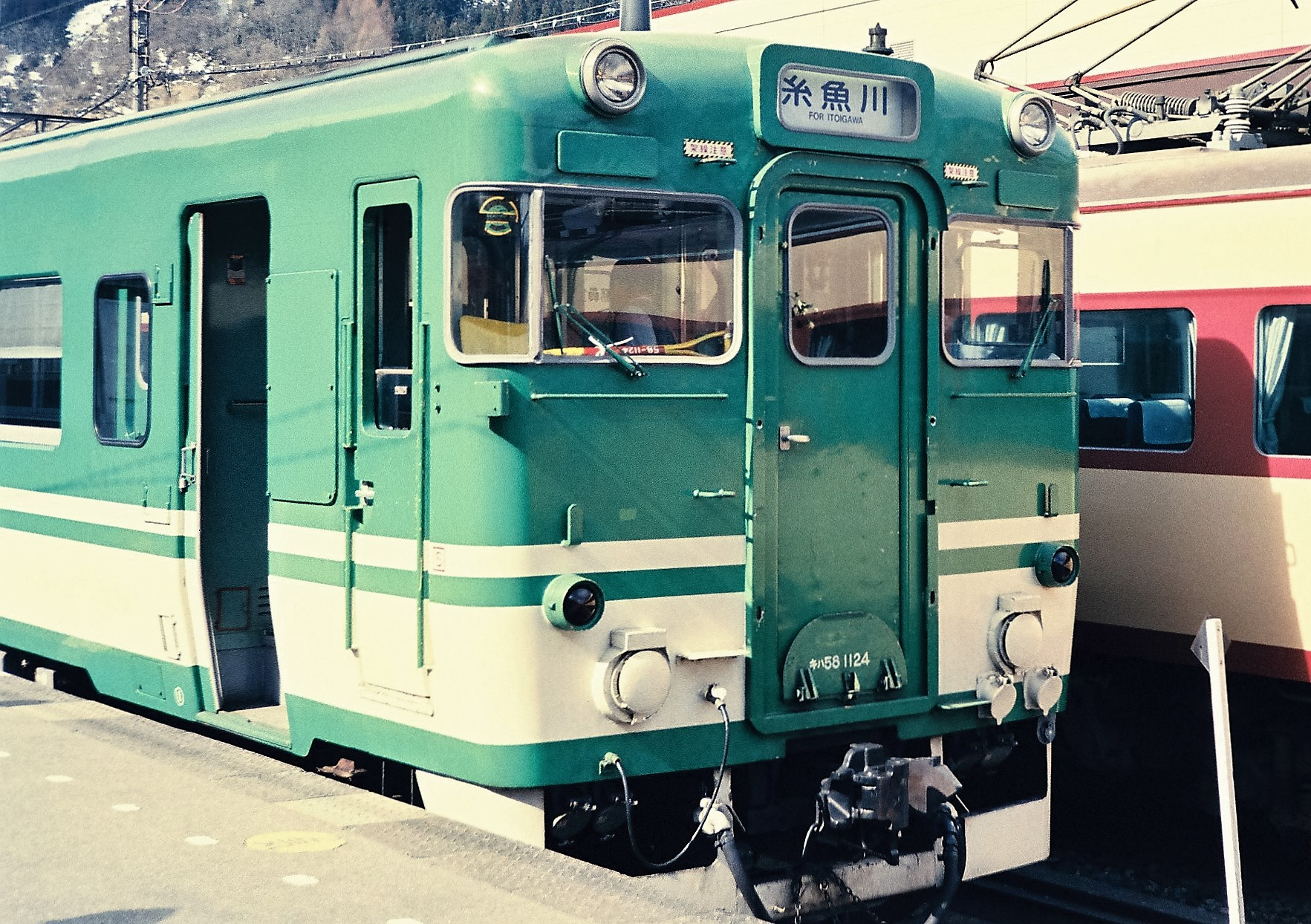
大糸線色のキハ58 1124 （南小谷駅 1989年3月22日）
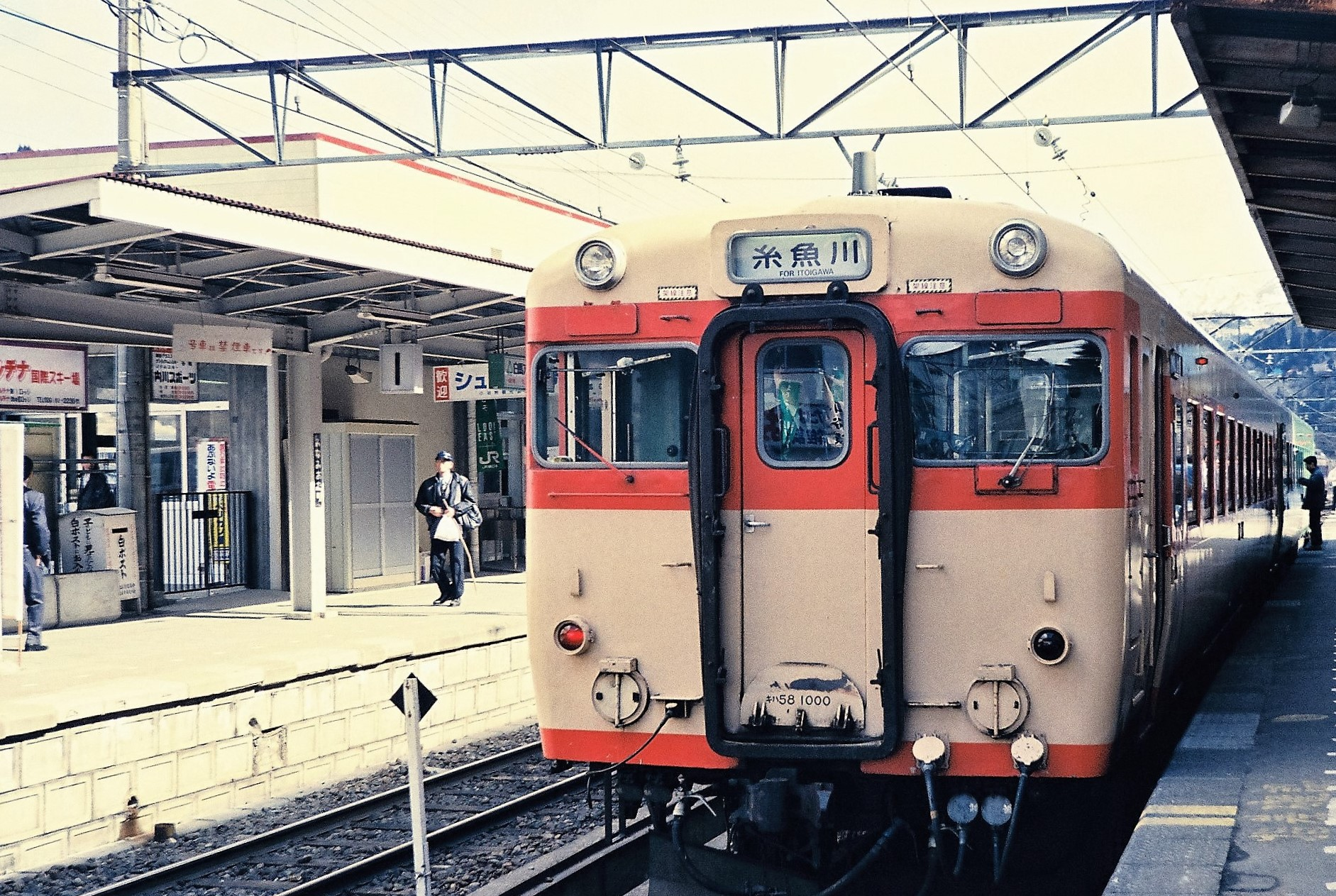
キハ58 1000 （南小谷駅 1989年3月22日）

## 沿線概況
起点松本駅からは篠ノ井線としばらく並走し国道19号をくぐり、篠ノ井線と分かれる。これより先は大きく左へ弧を描いて国道147号と並走し、梓川を渡り安曇野へと入る。梓橋駅を過ぎてから、また右に大きく弧を描いて松本盆地を北上する。西側には北アルプス、沿線周辺においては安曇野の水田が広がる。信濃大町駅までは比較的線形が良い。信濃常盤駅を通過して右に弧を描き高瀬川を渡ると、大糸線内でも屈指の観光拠点である信濃大町駅に到着する。
信濃大町駅を出ると、左に弧を描いて市街地を過ぎて行き、北大町駅を過ぎてから国道148号と並走する。沿線は山岳地帯となり左手に仁科三湖（木崎湖・中綱湖・青木湖）が見え、分水嶺となっている佐野坂峠を通過する。
ここから白馬盆地（四ヶ庄盆地）へと入り、終点の糸魚川駅まで姫川と並走する。この周辺にはスキー場や温泉が多く存在する。白馬駅から信濃森上駅を過ぎると再び渓谷地帯となり、南小谷駅までカーブが連続し、姫川沿いの険しい谷間を通る。南小谷駅までは電化区間であり、JR東日本の管轄である。
南小谷駅以北の非電化区間はJR西日本の管轄で、この区間は約3割がトンネルとなっており、トンネルがないのは頸城大野駅 - 姫川駅間のみである。路規格が簡易線扱いということと、粗悪な線形のために制限速度が低く設けられている。平岩駅 - 小滝駅間は、1995年の集中豪雨による土砂崩れの影響で一部のルートが変更されている。平岩駅付近には姫川温泉がある。小滝駅近くの江尻トンネル付近に、同区間の国道148号のスノーシェッドからわずかに、昭和初期の時代に変更された廃線ルートのトンネルと橋脚の遺構が見られる。
この区間の途中駅は夏季の平岩駅を除きすべて無人駅となっている。有人駅でJR西日本直営の駅はない。2015年3月13日までの直営駅は糸魚川駅のみであったが翌日14日から糸魚川駅の在来線改札業務はえちごトキめき鉄道直営となっている。南小谷駅以北で唯一の交換可能駅となった根知駅を過ぎると糸魚川の市街が近づき沿線に住宅が増えていき、姫川駅を過ぎ右に弧を描くと終点の糸魚川駅に至る。

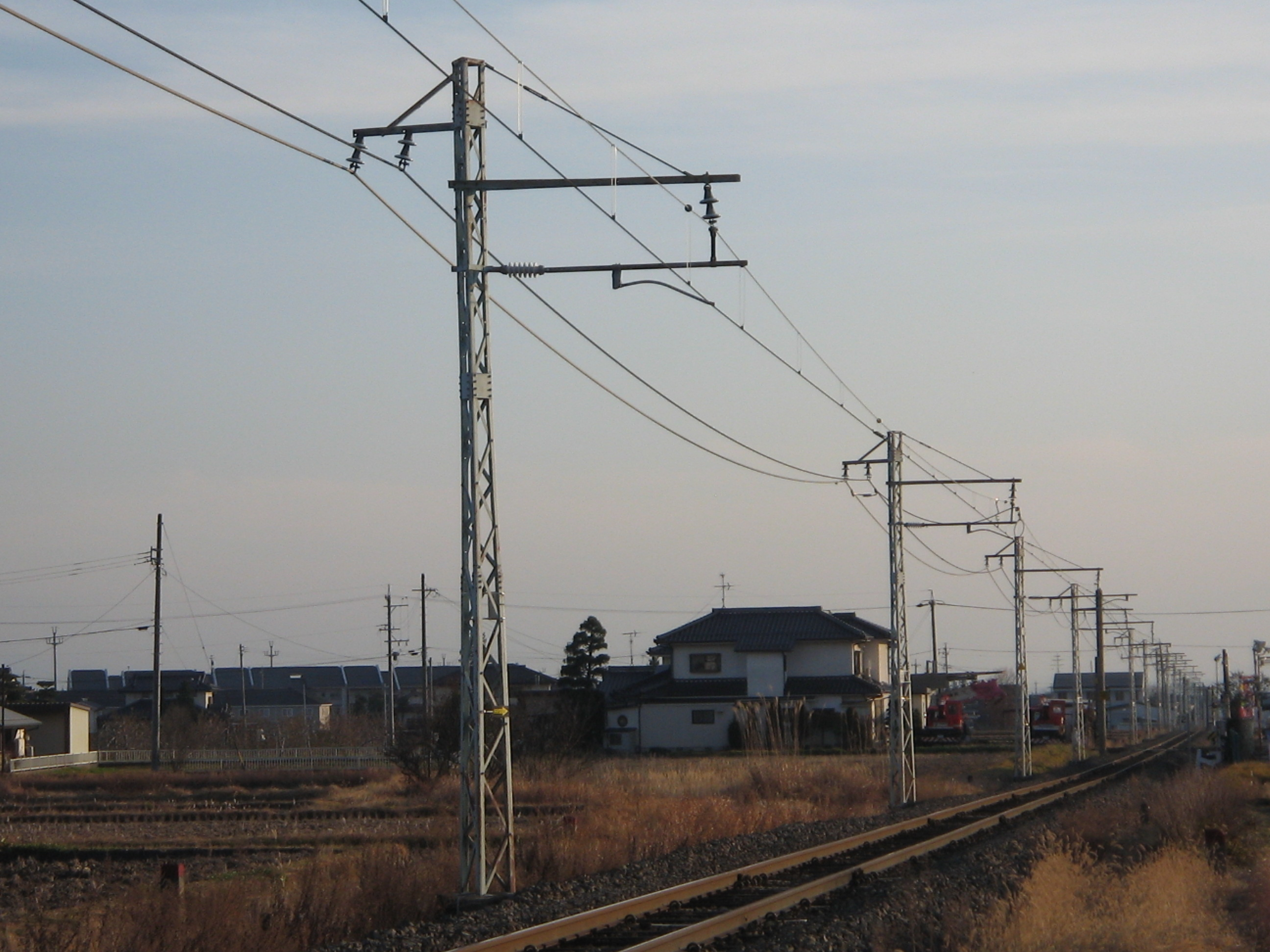
信濃鉄道から引き継がれた、電化区間の架線柱「チャンネルポール」 （信濃松川駅 - 安曇沓掛駅、2008年12月13日）
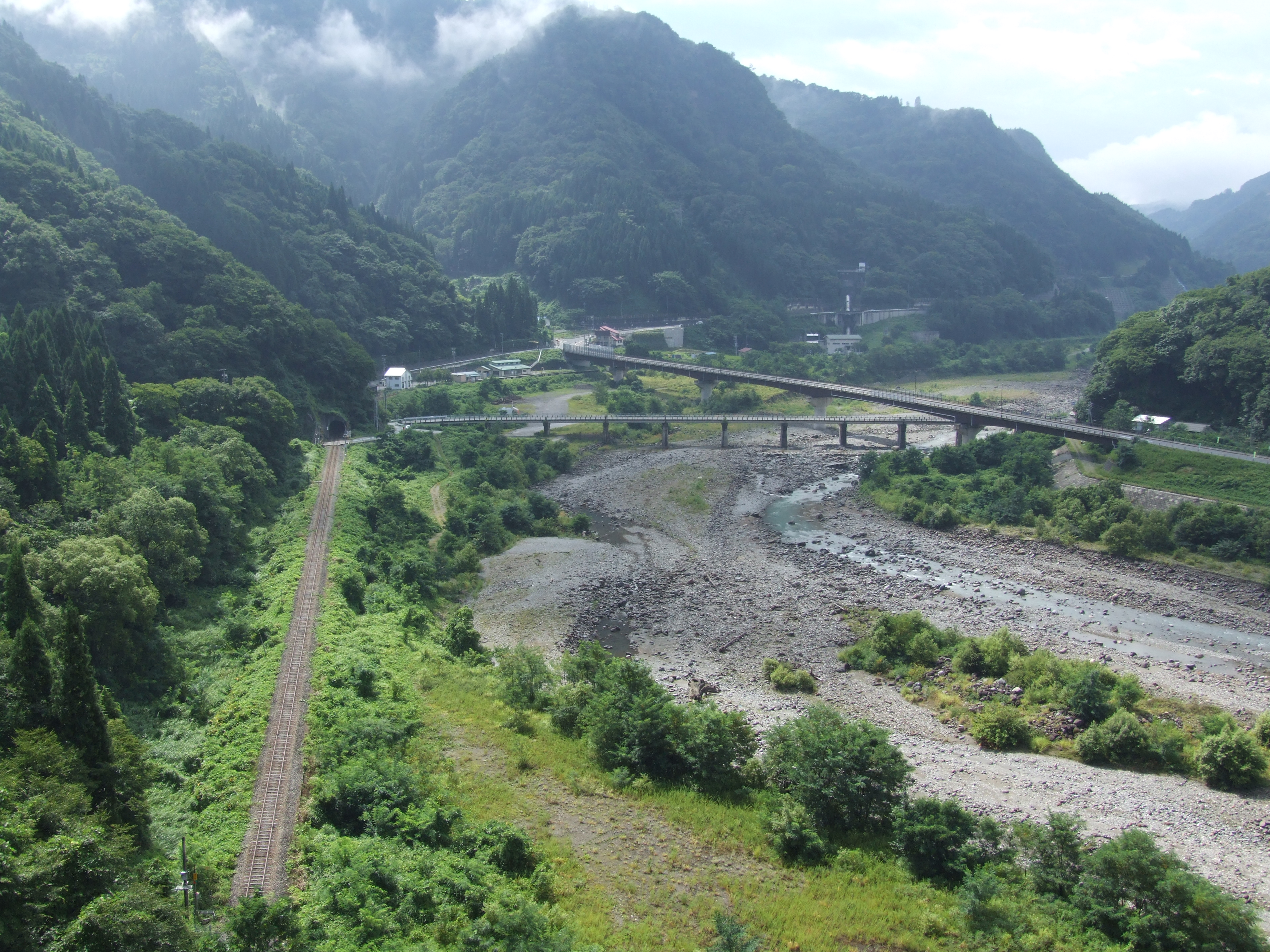
北小谷駅俯瞰と姫川 （2010年4月1日）
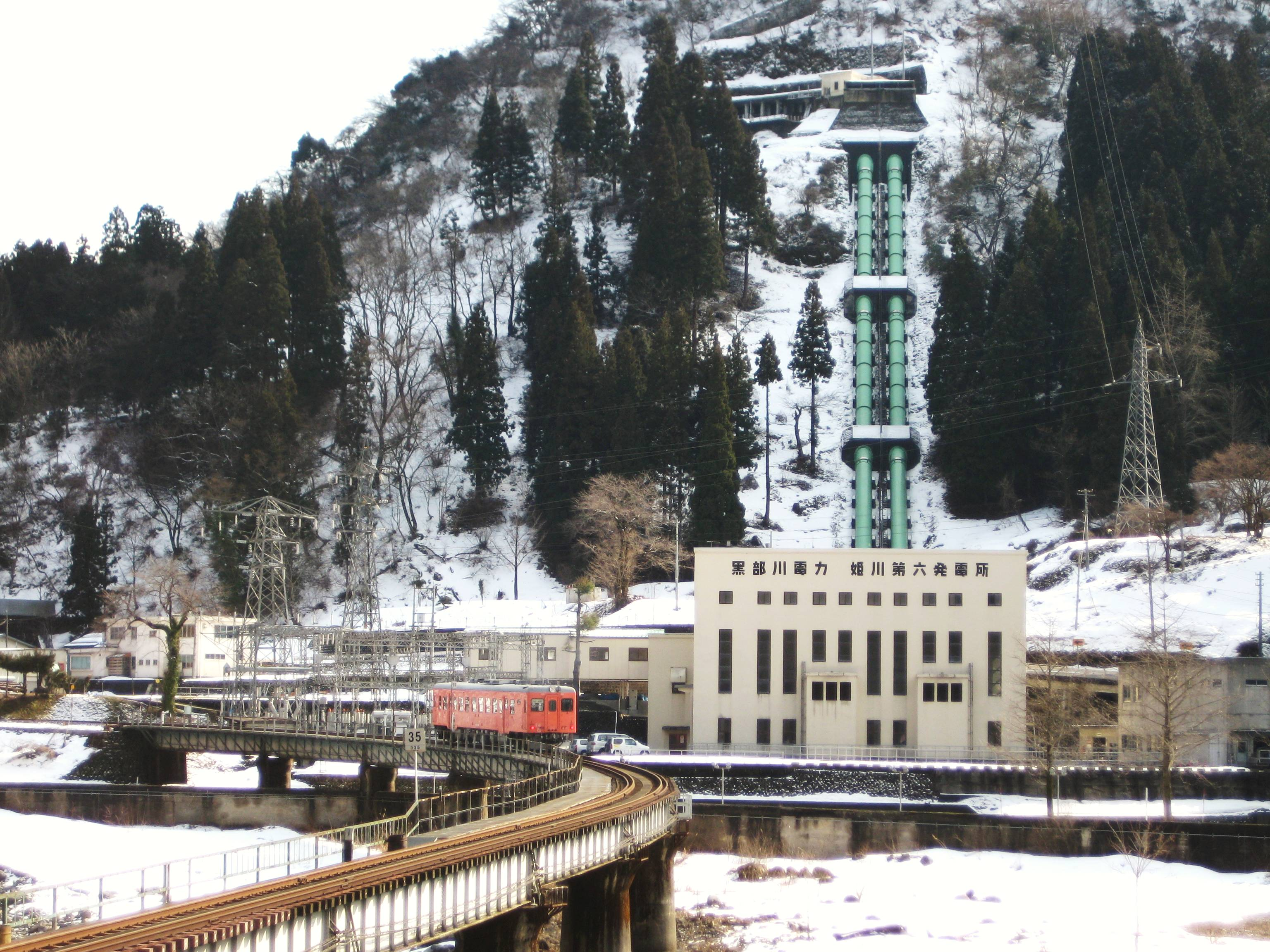
姫川第六発電所と大糸線の列車 （小滝駅付近、2009年2月2日）

## 大糸線活性化協議会

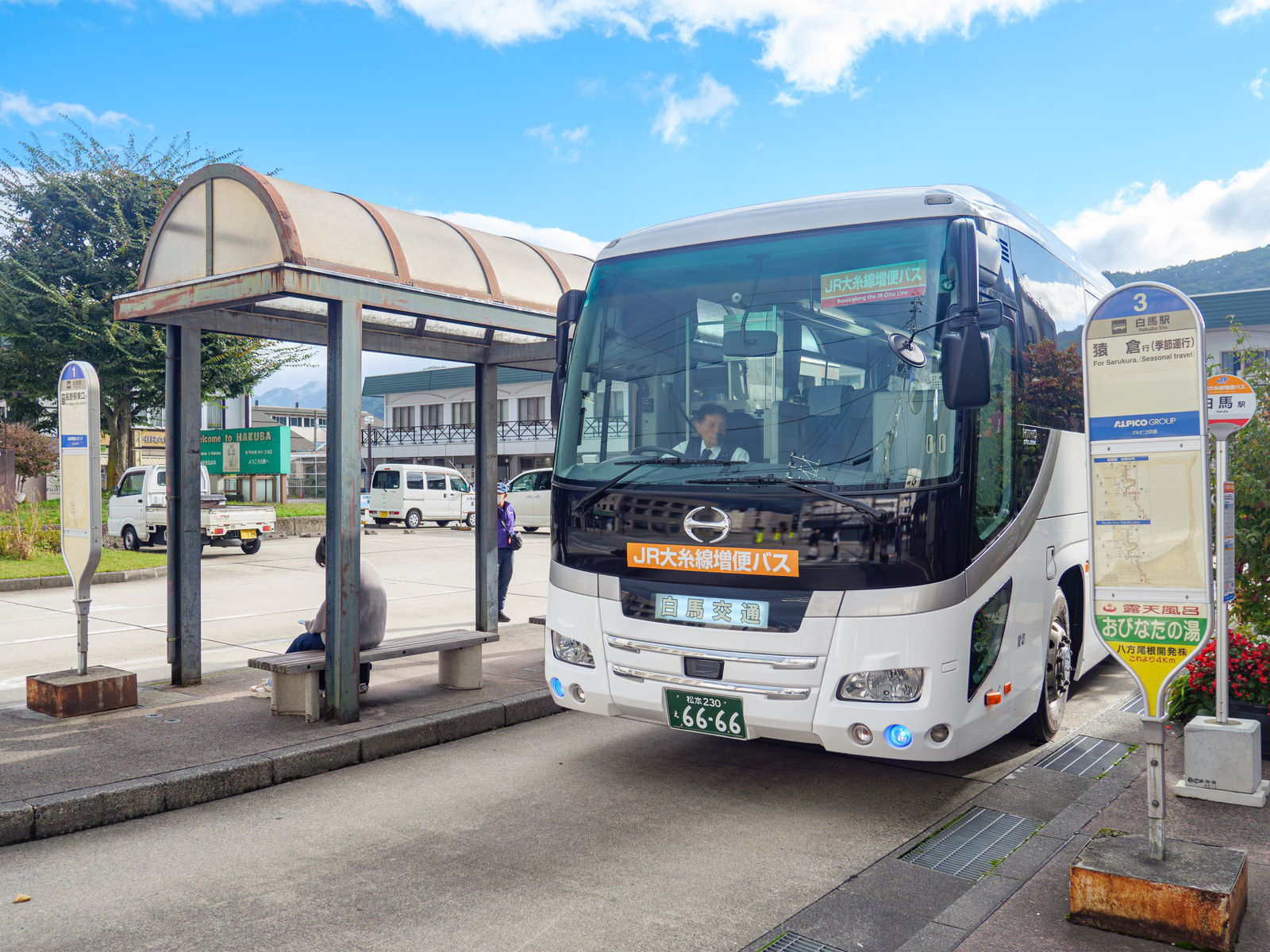
白馬駅で停車中の大糸線増便バス (白馬交通、2024年10月)

利用客が減少している大糸線の信濃大町駅 - 糸魚川駅間の活性化と沿線地域の振興を図るため、2019年2月に、新潟、長野両県と沿線自治体、JR西日本、JR東日本（オブザーバー）による「大糸線活性化協議会」が設立された。

### 大糸線増便バス
本路線の糸魚川駅前 - 白馬駅前間では、大糸線活性化協議会によって鉄道と並行してバスの運行が行われることがある。前述のように本路線は単線で行き違いできる駅が少なく列車の増便が困難なため、バスでダイヤを補完し利便性を高め、利用促進や地域活性化につなげる狙いがある。2019年と2024年度に実施されている。いずれも列車に準じた扱いで、鉄道の普通乗車券や定期乗車券・特別企画乗車券で利用することができる。
2019年の増便バス
「新潟県・庄内エリア デスティネーションキャンペーン」に合わせて、2019年10月 - 12月に大糸線に並行する路線バスを運行することとした。
停車駅は糸魚川駅 - 南小谷駅間の各駅と白馬駅（南小谷駅 - 白馬駅間は途中白馬八方バスターミナルに停車する以外は無停車）。糸魚川発4便・白馬発3便で、列車のない時間帯に運行する。
2024年度の増便バス
北陸新幹線の敦賀駅延伸に合わせて、2024年6月 - 2025年3月に大糸線に並行する路線バスが再び運行されることになった。
運行区間は前回と同様だが、南小谷駅 - 白馬駅間の各駅にも停車するよう変更された。本数は1日4往復。
前回は中土駅と北小谷駅について各駅前を停留所としていたが、今回は道路事情から、北小谷駅（道の駅小谷）・中土駅（サンテインおたり）・千国駅（塩水公衆トイレ）については駅から離れた国道148号沿道を停留所とした。
2024年12月からの冬期運行ダイヤでは小滝駅・平岩駅・千国駅・白馬大池駅・信濃森上駅を通過し、白馬八方バスターミナルに停車する。合わせて同月より増便バスの白馬駅停留所を駅前広場から西へ約300m離れた好日山荘白馬店前に移設した。
2025年度の増便バス
2025年4月5日 - 2026年3月末の土休日中心（4・5月の連休前後、7・8月の夏休み期間、9月の第3・4週、10月最終週、11月の第1週、12月第4週から3月末までは平日含む毎日）に白馬駅 - 糸魚川駅間で3往復運行。
白馬駅停留所を白馬駅前ロータリーに戻し、白馬駅 - 南小谷駅間は「白馬駅 - 白馬八方バスターミナル - 白馬岩岳 - 栂池高原 - 白馬乗鞍 - 南小谷駅」の順に通行する経路になっている。
今回は信濃森上駅と白馬大池駅と千国駅には停車しない。運賃は白馬八方バスターミナルは白馬駅と、白馬岩岳は信濃森上駅と、栂池高原は白馬大池駅と、白馬乗鞍は千国駅と、それぞれ他駅からの運賃と同額になっている。

## 駅一覧
- （臨）：臨時駅
- 線路（全線単線） … ◇・∨・∧：列車交換可、｜：列車交換不可

### 東日本旅客鉄道
- この区間は直流電化区間
- 停車駅（定期列車の停車駅を示す）
  - 普通…全駅に停車
  - 快速…▲印の駅は上り列車のみ停車、↑矢印は通過・その方向のみ運転。南小谷駅 - 松本駅間を直通する定期運転の快速はない。信濃大町駅以北と以南の快速は別列車である。
  - 特急「あずさ」、臨時快速「リゾートビューふるさと」…各列車記事を参照
- 全駅長野県内に所在。

| 駅番号 | 駅名       | 営業キロ | 営業キロ | 快速 | 快速                                 | 接続路線                                                                                 | 線路            | 所在地          | 所在地 | 所在地 |
| 駅番号 | 駅名       | 駅間     | 累計     | 快速 | 快速                                 | 接続路線                                                                                 | 線路            | 所在地          | 所在地 | 所在地 |
| ------ | ---------- | -------- | -------- | ---- | ------------------------------------ | ---------------------------------------------------------------------------------------- | --------------- | --------------- | ------ | ------ |
| 42     | 松本駅     | -        | 0.0      | ▲    |                                      | 東日本旅客鉄道： 篠ノ井線（ 中央本線直通を含む）（SN06） アルピコ交通：■上高地線 (AK-01) | ∨               | 松本市          | 松本市 |        |
| 41     | 北松本駅   | 0.7      | 0.7      | ▲    |                                      | ◇                                                                                        |                 | 松本市          | 松本市 |        |
| 40     | 島内駅     | 1.9      | 2.6      | ▲    |                                      | ◇                                                                                        |                 | 松本市          | 松本市 |        |
| 39     | 島高松駅   | 1.2      | 3.8      | ▲    |                                      | ｜                                                                                       |                 | 松本市          | 松本市 |        |
| 38     | 梓橋駅     | 1.4      | 5.2      | ▲    |                                      | ｜                                                                                       | 安曇野市        | 安曇野市        |        |        |
| 37     | 一日市場駅 | 1.6      | 6.8      | ▲    |                                      | ◇                                                                                        | 安曇野市        | 安曇野市        |        |        |
| 36     | 中萱駅     | 1.6      | 8.4      | ▲    |                                      | ｜                                                                                       | 安曇野市        | 安曇野市        |        |        |
| 35     | 南豊科駅   | 2.0      | 10.4     | ▲    |                                      | ｜                                                                                       | 安曇野市        | 安曇野市        |        |        |
| 34     | 豊科駅     | 1.0      | 11.4     | ▲    |                                      | ◇                                                                                        | 安曇野市        | 安曇野市        |        |        |
| 33     | 柏矢町駅   | 2.8      | 14.2     | ▲    |                                      | ｜                                                                                       | 安曇野市        | 安曇野市        |        |        |
| 32     | 穂高駅     | 2.0      | 16.2     | ▲    |                                      | ◇                                                                                        | 安曇野市        | 安曇野市        |        |        |
| 31     | 有明駅     | 2.2      | 18.4     | ▲    |                                      | ◇                                                                                        | 安曇野市        | 安曇野市        |        |        |
| 30     | 安曇追分駅 | 1.5      | 19.9     | ▲    |                                      | ◇                                                                                        | 安曇野市        | 安曇野市        |        |        |
| 29     | 細野駅     | 2.9      | 22.8     | ↑    |                                      | ｜                                                                                       | 北安曇郡 松川村 | 北安曇郡 松川村 |        |        |
| 28     | 北細野駅   | 1.0      | 23.8     | ↑    |                                      | ｜                                                                                       | 北安曇郡 松川村 | 北安曇郡 松川村 |        |        |
| 27     | 信濃松川駅 | 2.2      | 26.0     | ▲    |                                      | ◇                                                                                        | 北安曇郡 松川村 | 北安曇郡 松川村 |        |        |
| 26     | 安曇沓掛駅 | 2.6      | 28.6     | ↑    |                                      | ｜                                                                                       | 大町市          | 大町市          |        |        |
| 25     | 信濃常盤駅 | 2.3      | 30.9     | ▲    |                                      | ◇                                                                                        | 大町市          | 大町市          |        |        |
| 24     | 南大町駅   | 3.1      | 34.0     | ↑    |                                      | ｜                                                                                       | 大町市          | 大町市          |        |        |
| 23     | 信濃大町駅 | 1.1      | 35.1     | ▲    | ▲                                    |                                                                                          | 大町市          | 大町市          | ◇      |        |
| 22     | 北大町駅   | 2.1      | 37.2     |      | ↑                                    |                                                                                          | 大町市          | 大町市          | ｜     |        |
| 21     | 信濃木崎駅 | 2.2      | 39.4     | ▲    |                                      | ◇                                                                                        | 大町市          | 大町市          |        |        |
| 20     | 稲尾駅     | 2.2      | 41.6     | ↑    |                                      | ｜                                                                                       | 大町市          | 大町市          |        |        |
| 19     | 海ノ口駅   | 1.3      | 42.9     | ↑    |                                      | ｜                                                                                       | 大町市          | 大町市          |        |        |
| 18     | 簗場駅     | 3.4      | 46.3     | ▲    |                                      | ◇                                                                                        | 大町市          | 大町市          |        |        |
| 16     | 南神城駅   | 6.4      | 52.8     | ↑    |                                      | ｜                                                                                       | 北安曇郡        | 白馬村          |        |        |
| 15     | 神城駅     | 2.4      | 55.2     | ▲    |                                      | ◇                                                                                        | 北安曇郡        | 白馬村          |        |        |
| 14     | 飯森駅     | 1.5      | 56.7     | ↑    |                                      | ｜                                                                                       | 北安曇郡        | 白馬村          |        |        |
| 13     | 白馬駅     | 3.0      | 59.7     | ▲    |                                      | ◇                                                                                        | 北安曇郡        | 白馬村          |        |        |
| 12     | 信濃森上駅 | 1.9      | 61.6     | ▲    |                                      | ｜                                                                                       | 北安曇郡        | 白馬村          |        |        |
| 11     | 白馬大池駅 | 3.8      | 65.4     | ↑    |                                      | ｜                                                                                       | 北安曇郡        | 小谷村          |        |        |
| 10     | 千国駅     | 3.3      | 68.7     | ↑    |                                      | ｜                                                                                       | 北安曇郡        | 小谷村          |        |        |
| 9      | 南小谷駅   | 1.4      | 70.1     | ▲    | 西日本旅客鉄道：大糸線（糸魚川方面） | ◇                                                                                        | 北安曇郡        | 小谷村          |        |        |

- この区間のうち、JR東日本直営駅は松本駅・豊科駅・信濃大町駅・白馬駅・南小谷駅の5駅、ステーションビルMIDORI受託の業務委託駅は穂高駅・信濃松川駅の2駅、簡易委託駅は梓橋駅・一日市場駅・中萱駅・南豊科駅・柏矢町駅・有明駅・安曇追分駅・神城駅の8駅であり、以上がJR東日本自社による乗車人員集計[109]の対象となっている。残りの駅は無人駅である。

### 西日本旅客鉄道
- この区間は非電化区間
- 全列車普通列車（全駅に停車）

| 駅名       | 駅間 営業キロ | 累計 営業キロ | 累計 営業キロ | 接続路線                                                            | 線路 | 所在地                 |
| 駅名       | 駅間 営業キロ | 南小谷 から   | 松本 から     | 接続路線                                                            | 線路 | 所在地                 |
| ---------- | ------------- | ------------- | ------------- | ------------------------------------------------------------------- | ---- | ---------------------- |
| 南小谷駅   | -             | 0.0           | 70.1          | 東日本旅客鉄道：大糸線（松本方面）                                  | ◇    | 長野県 北安曇郡 小谷村 |
| 中土駅     | 4.0           | 4.0           | 74.1          |                                                                     | ｜   | 長野県 北安曇郡 小谷村 |
| 北小谷駅   | 4.4           | 8.4           | 78.5          |                                                                     | ｜   | 長野県 北安曇郡 小谷村 |
| 平岩駅     | 6.5           | 14.9          | 85.0          |                                                                     | ｜   | 新潟県 糸魚川市        |
| 小滝駅     | 6.8           | 21.7          | 91.8          |                                                                     | ｜   | 新潟県 糸魚川市        |
| 根知駅     | 3.6           | 25.3          | 95.4          |                                                                     | ◇    | 新潟県 糸魚川市        |
| 頸城大野駅 | 4.9           | 30.2          | 100.3         |                                                                     | ｜   | 新潟県 糸魚川市        |
| 姫川駅     | 1.9           | 32.1          | 102.2         |                                                                     | ｜   | 新潟県 糸魚川市        |
| 糸魚川駅   | 3.2           | 35.3          | 105.4         | 西日本旅客鉄道： 北陸新幹線 えちごトキめき鉄道：■日本海ひすいライン | ∧    | 新潟県 糸魚川市        |

- 糸魚川駅在来線はえちごトキめき鉄道直営駅。この区間の中間駅はすべて無人駅であるため、JR西日本の社員が配置されている駅はない。

### 廃駅
( )内は松本駅起点の営業キロ。
- 北松本臨時貨物積卸場：松本駅 - 北松本駅間 (0.5km)
- 青島停留場：北松本駅 - 島内駅間 (2.1km)
- 仏崎駅：信濃常盤駅 - 南大町駅間（約33.3km）
- （臨）ヤナバスキー場前駅：簗場 - 南神城間 (47.9km)

### 過去の接続路線
- 松本駅：松本電気鉄道浅間線 - 1964年4月1日廃止
- 安曇追分駅：池田鉄道 - 1938年6月6日廃止

### 接続が予定されていた未成線
- 白馬駅：善光寺白馬鉄道 - 1942年12月17日までに南長野駅 - 裾花口駅間が開通するも1944年1月10日休止、1969年7月9日廃止。裾花口駅 - 信濃四ツ谷（現在の白馬駅）間が未成。

## 利用状況
各年度の平均通過人員は以下のとおりである。
| 年度                   | 平均通過人員（人/日）         | 平均通過人員（人/日）         | 平均通過人員（人/日）         | 平均通過人員（人/日）         | 平均通過人員（人/日）            | 出典                            |
| 年度                   | JR東日本区間（松本 - 南小谷） | JR東日本区間（松本 - 南小谷） | JR東日本区間（松本 - 南小谷） | JR東日本区間（松本 - 南小谷） | JR西日本区間 （南小谷 - 糸魚川） | 出典                            |
| 年度                   | 松本 - 豊科                   | 豊科 - 信濃大町               | 信濃大町 - 白馬               | 白馬 - 南小谷                 | JR西日本区間 （南小谷 - 糸魚川） | 出典                            |
| ---------------------- | ----------------------------- | ----------------------------- | ----------------------------- | ----------------------------- | -------------------------------- | ------------------------------- |
| 1987年度（昭和62年度） | 5,779                         | 5,779                         | 5,779                         | 5,779                         | 987                              | [ 利用状況 1 ] [ 利用状況 2 ]   |
| 1987年度（昭和62年度） | 13,717                        | 6,907                         | 2,668                         | 1,719                         | 987                              | [ 利用状況 1 ] [ 利用状況 2 ]   |
| 2013年度（平成25年度） | 3,404                         | 3,404                         | 3,404                         | 3,404                         | 130                              | [ 利用状況 1 ] [ 利用状況 2 ]   |
| 2013年度（平成25年度） | 9,862                         | 4,213                         | 943                           | 302                           | 130                              | [ 利用状況 1 ] [ 利用状況 2 ]   |
| 2014年度（平成26年度） | 3,213                         | 3,213                         | 3,213                         | 3,213                         | 137                              | [ 利用状況 1 ] [ 利用状況 3 ]   |
| 2014年度（平成26年度） | 9,368                         | 3,923                         | 905                           | 307                           | 137                              | [ 利用状況 1 ] [ 利用状況 3 ]   |
| 2015年度（平成27年度） | 3,239                         | 3,239                         | 3,239                         | 3,239                         | 196                              | [ 利用状況 1 ] [ 利用状況 4 ]   |
| 2015年度（平成27年度） | 9,492                         | 3,984                         | 882                           | 264                           | 196                              | [ 利用状況 1 ] [ 利用状況 4 ]   |
| 2016年度（平成28年度） | 3,179                         | 3,179                         | 3,179                         | 3,179                         | 100                              | [ 利用状況 5 ] [ 利用状況 6 ]   |
| 2016年度（平成28年度） | 9,396                         | 3,856                         | 867                           | 292                           | 100                              | [ 利用状況 5 ] [ 利用状況 6 ]   |
| 2017年度（平成29年度） | 3,185                         | 3,185                         | 3,185                         | 3,185                         | 104                              | [ 利用状況 5 ] [ 利用状況 7 ]   |
| 2017年度（平成29年度） | 9,436                         | 3,887                         | 840                           | 279                           | 104                              | [ 利用状況 5 ] [ 利用状況 7 ]   |
| 2018年度（平成30年度） | 3,140                         | 3,140                         | 3,140                         | 3,140                         | 102                              | [ 利用状況 5 ] [ 利用状況 8 ]   |
| 2018年度（平成30年度） | 9,437                         | 3,811                         | 797                           | 249                           | 102                              | [ 利用状況 5 ] [ 利用状況 8 ]   |
| 2019年度（令和元年度） | 3,077                         | 3,077                         | 3,077                         | 3,077                         | 102                              | [ 利用状況 5 ] [ 利用状況 9 ]   |
| 2019年度（令和元年度） | 9,229                         | 3,777                         | 762                           | 215                           | 102                              | [ 利用状況 5 ] [ 利用状況 9 ]   |
| 2020年度（令和02年度） | 2,412                         | 2,412                         | 2,412                         | 2,412                         | 50                               | [ 利用状況 5 ] [ 利用状況 10 ]  |
| 2020年度（令和02年度） | 7,280                         | 3,047                         | 511                           | 126                           | 50                               | [ 利用状況 5 ] [ 利用状況 10 ]  |
| 2021年度（令和03年度） | 2,415                         | 2,415                         | 2,415                         | 2,415                         | 55                               | [ 利用状況 11 ] [ 利用状況 12 ] |
| 2021年度（令和03年度） | 7,337                         | 2,984                         | 550                           | 136                           | 55                               | [ 利用状況 11 ] [ 利用状況 12 ] |
| 2022年度（令和04年度） | 2,625                         | 2,625                         | 2,625                         | 2,625                         | 108                              | [ 利用状況 11 ] [ 利用状況 13 ] |
| 2022年度（令和04年度） | 7,944                         | 3,170                         | 666                           | 188                           | 108                              | [ 利用状況 11 ] [ 利用状況 13 ] |
| 2023年度（令和05年度） | 2,825                         | 2,825                         | 2,825                         | 2,825                         | 110                              | [ 利用状況 14 ] [ 利用状況 15 ] |
| 2023年度（令和05年度） | 8,525                         | 3,372                         | 770                           | 189                           | 110                              | [ 利用状況 14 ] [ 利用状況 15 ] |

## 経営状況

### 東日本旅客鉄道
平均通過人員が2,000人/日未満の線区における各年度の収支（運輸収入、営業費用）、営業係数、収支率は以下のとおりである。▲はマイナスを意味する。
なお、2019 - 2022年度（令和元 - 4年度）は2019年度（令和元年度）の平均通過人員が2,000人/日未満の線区が開示対象となっていたが、2023年度（令和5年度）は同年度の平均通過人員が2,000人/日未満の線区が開示対象となっている。
| 年度                   | 収支（百万円） | 収支（百万円） | 収支（百万円） | 営業 係数 （円） | 収支率 | 出典           |
| 年度                   | 運輸 収入      | 営業 費用      | 計             | 営業 係数 （円） | 収支率 | 出典           |
| ---------------------- | -------------- | -------------- | -------------- | ---------------- | ------ | -------------- |
| 2019年度（令和元年度） | 88             | 960            | ▲872           | 1,088            | 9.2%   | [ 経営状況 1 ] |
| 2020年度（令和02年度） | 48             | 994            | ▲945           | 2,057            | 4.9%   | [ 経営状況 1 ] |
| 2021年度（令和03年度） | 58             | 1,024          | ▲965           | 1,752            | 5.7%   | [ 経営状況 2 ] |
| 2022年度（令和04年度） | 82             | 918            | ▲836           | 1,116            | 9.0%   | [ 経営状況 3 ] |
| 2023年度（令和05年度） | 100            | 858            | ▲758           | 857              | 11.7%  | [ 経営状況 4 ] |

| 年度                   | 収支（百万円） | 収支（百万円） | 収支（百万円） | 営業 係数 （円） | 収支率 | 出典           |
| 年度                   | 運輸 収入      | 営業 費用      | 計             | 営業 係数 （円） | 収支率 | 出典           |
| ---------------------- | -------------- | -------------- | -------------- | ---------------- | ------ | -------------- |
| 2019年度（令和元年度） | 10             | 406            | ▲395           | 3,852            | 2.6%   | [ 経営状況 1 ] |
| 2020年度（令和02年度） | 5              | 420            | ▲415           | 8,358            | 1.2%   | [ 経営状況 1 ] |
| 2021年度（令和03年度） | 6              | 433            | ▲426           | 7,076            | 1.4%   | [ 経営状況 2 ] |
| 2022年度（令和04年度） | 9              | 388            | ▲378           | 3,944            | 2.5%   | [ 経営状況 3 ] |
| 2023年度（令和05年度） | 10             | 363            | ▲352           | 3,490            | 2.9%   | [ 経営状況 4 ] |

### 西日本旅客鉄道
各3か年度平均の収支（運輸収入、営業費用、営業損益）、営業係数、収支率は以下のとおりである。▲はマイナスを意味する。
| 年度                                       | 収支（億円） | 収支（億円） | 収支（億円） | 営業 係数 （円） | 収支率 | 出典           |
| 年度                                       | 運輸 収入    | 営業 費用    | 営業 損益    | 営業 係数 （円） | 収支率 | 出典           |
| ------------------------------------------ | ------------ | ------------ | ------------ | ---------------- | ------ | -------------- |
| 2017 - 2019年度（平成29 - 令和元年度）平均 | 0.2          | 5.9          | ▲5.7         | 2,693            | 3.7%   | [ 経営状況 5 ] |
| 2018 - 2020年度（平成30 - 令和2年度）平均  | 0.2          | 6.3          | ▲6.1         | 3,431            | 2.9%   | [ 経営状況 5 ] |
| 2019 - 2021年度（令和元 - 3年度）平均      | 0.2          | 6.5          | ▲6.3         | 4,295            | 2.3%   | [ 経営状況 6 ] |
| 2020 - 2022年度（令和2 - 4年度）平均       | 0.2          | 6.1          | ▲5.9         | 3,835            | 2.6%   | [ 経営状況 7 ] |
| 2021 - 2023年度（令和3 - 5年度）平均       | 0.2          | 5.7          | ▲5.5         | 2,747            | 3.6%   | [ 経営状況 8 ] |